# NHL Entry Draft 1998
Der NHL Entry Draft 1998 fand am 27. Juni 1998 in der Marine Midland Arena in Buffalo im US-Bundesstaat New York statt. Bei der 36. Auflage des NHL Entry Draft wählten die Teams der National Hockey League (NHL) in neun Runden insgesamt 258 Spieler aus. Als First Overall Draft Pick wurde der kanadische Center Vincent Lecavalier von den Tampa Bay  Lightning ausgewählt. Auf den Positionen zwei und drei folgten David Legwand für die Nashville Predators und Brad Stuart für die San Jose Sharks.
Im Gegensatz zum Vorjahr zeichnete sich der Entry Draft 1998 dadurch aus, dass eine Reihe von namhaften Spielern erst vergleichsweise spät ausgewählt wurden, darunter Shawn Horcoff, Jaroslav Špaček, Andrew Raycroft, Mikael Samuelsson, Chris Neil, Andrei Markow, Pawel Dazjuk und Michael Ryder jenseits der dritten Runde. Weitere nennenswerte Akteure des oberen Drittels sind unter anderem Alex Tanguay, Robyn Regehr, Simon Gagné, Scott Gomez, Jonathan Cheechoo, Mike Fisher, Mike Ribeiro, Brad Richards und Brian Gionta. In der Hockey Hall of Fame wurde aus diesem Jahrgang bisher Pawel Dazjuk berücksichtigt. Ferner befanden sich unter den 258 Picks 15 zusätzliche Wahlrechte, die gemäß dem Collective Bargaining Agreement jene Teams erhielten, die bestimmte Spieler über die Free Agency im Sommer 1997 verloren hatten oder die sich mit früheren Erstrunden-Draftpicks nicht auf einen Vertrag haben einigen können.

## Draft-Reihenfolge

### Lotterie
| Nr. | Team                    | Chance |
| 1.  | Tampa Bay Lightning     | 28,0 % |
| 2.  | Nashville Predators     | 18,5 % |
| 2.  | Florida Panthers        | 18,5 % |
| 4.  | Vancouver Canucks       | 10,9 % |
| 5.  | Mighty Ducks of Anaheim | 7,9 %  |
| 6.  | Calgary Flames          | 5,7 %  |

| Nr. | Team                | Chance |
| 7.  | New York Rangers    | 4,1 %  |
| 8.  | Toronto Maple Leafs | 2,8 %  |
| 9.  | New York Islanders  | 1,9 %  |
| 10. | Chicago Blackhawks  | 1,2 %  |
| 11. | Carolina Hurricanes | 0,5 %  |

Die Modalitäten der 1995 eingeführten Draft-Lotterie mussten verändert werden, da die Nashville Predators neu in die Liga aufgenommen wurden. Die Predators erhielten mit 18,5 % die gleiche Chance wie das zweitschlechteste Team der abgelaufenen Saison 1997/98 und wählten in allen weiteren Runden an zweiter Position. Die Wahrscheinlichkeiten aller anderen Mannschaften, die die Playoffs verpasst hatten, wurden demzufolge leicht reduziert. Die Lotterie gewannen in der Folge die Florida Panthers, deren Pick jedoch zu diesem Zeitpunkt bereits die San Jose Sharks besaßen. Die Tampa Bay Lightning wiederum hatten sich in einem früheren Tauschgeschäft mit den Sharks explizit die Möglichkeit zusichern lassen, die Erstrunden-Wahlrechte beider Teams zu tauschen. Diese Option nutzten sie nach der verlorenen Lotterie, sodass sie als schlechteste Mannschaft der Vorsaison nun doch das erste Wahlrecht hatten. Die sonstige Draft-Reihenfolge entsprach der umgedrehten Abschlusstabelle der abgelaufenen Saison, unbeeinflusst vom Erfolg in den Playoffs.

### Transfer von Erstrunden-Wahlrechten
| Pick  | Datum             | Von                          | Zu                           | Modalitäten |
| ----- | ----------------- | ---------------------------- | ---------------------------- | --- |
| 1     | 13. November 1997 | Florida Panthers             | San Jose Sharks              | Die Panthers sandten Dave Lowry sowie das Erstrunden-Wahlrecht nach San Jose und erhielten dafür Wiktor Koslow sowie ein konditionales Fünftrunden-Wahlrecht in diesem Draft. |
| 1/2   | 24. März 1998     | San Jose Sharks (Tausch)     | Tampa Bay Lightning (Tausch) | Die Sharks sandten Andrei Nasarow nach Tampa und erhielten dafür Bryan Marchment sowie David Shaw. Ferner wurde explizit in den Transfer aufgenommen, dass die Lightning das Recht erhalten, die Erstrunden-Wahlrechte beider Teams zu tauschen. Diese Option nutzen sie nach der Draft-Lotterie, sodass Wahlrecht 1 und 2 getauscht wurden. |
| 2/3   | 27. Juni 1998     | San Jose Sharks (Tausch)     | Nashville Predators (Tausch) | Die Sharks sandten ihr Erstrunden-Wahlrecht (2. Position) sowie ein Drittrunden-Wahlrecht für diesen Draft nach Nashville und erhielten dafür das Erstrunden-Wahlrecht der Predators (3. Position) sowie ein Zweitrunden-Wahlrecht für diesen Draft.                                                                                         |
| 8/10  | 27. Juni 1998     | Toronto Maple Leafs (Tausch) | Chicago Blackhawks (Tausch)  | Die Maple Leafs sandten ihr Erstrunden-Wahlrecht (8. Position) sowie ein Viertrunden-Wahlrecht für diesen Draft nach Chicago und erhielten dafür das Erstrunden-Wahlrecht der Blackhawks (10. Position) sowie ein Drittrunden- und ein Fünftrunden-Wahlrecht für diesen Draft.                                                               |
| 12    | 20. November 1997 | San Jose Sharks              | Colorado Avalanche           | Die Sharks sandten Shean Donovan sowie ihr Erstrunden-Wahlrecht nach Colorado und erhielten dafür Mike Ricci sowie ein Zweitrunden-Wahlrecht für diesen Draft. |
| 17/21 | 20. Juni 1996     | Los Angeles Kings (Tausch)   | Colorado Avalanche (Tausch)  | Die Kings sandten Stéphane Fiset sowie ihr Erstrunden-Wahlrecht nach Colorado und erhielten dafür Éric Lacroix sowie ein Erstrunden-Wahlrecht. Zum Zeitpunkt des Transfers standen die Positionen noch nicht fest. |
| 22    | 20. August 1997   | Philadelphia Flyers          | Tampa Bay Lightning          | Die Flyers nahmen Chris Gratton mittels Offer Sheet als Restricted Free Agent von den Lightning unter Vertrag und mussten daher vier Erstrunden-Wahlrechte (1998–2001) als Kompensation abgeben. Diese vier Wahlrechte schickte Tampa jedoch direkt wieder nach Philadelphia und erhielt dafür Mikael Renberg und Karl Dykhuis.              |
| 27    | 27. Juni 1998     | Dallas Stars                 | New Jersey Devils            | Die Stars sandten ihr Erstrunden-Wahlrecht nach New Jersey und erhielten dafür zwei Zweitrunden-Wahlrechte für diesen Draft. |

## Draft-Ergebnis

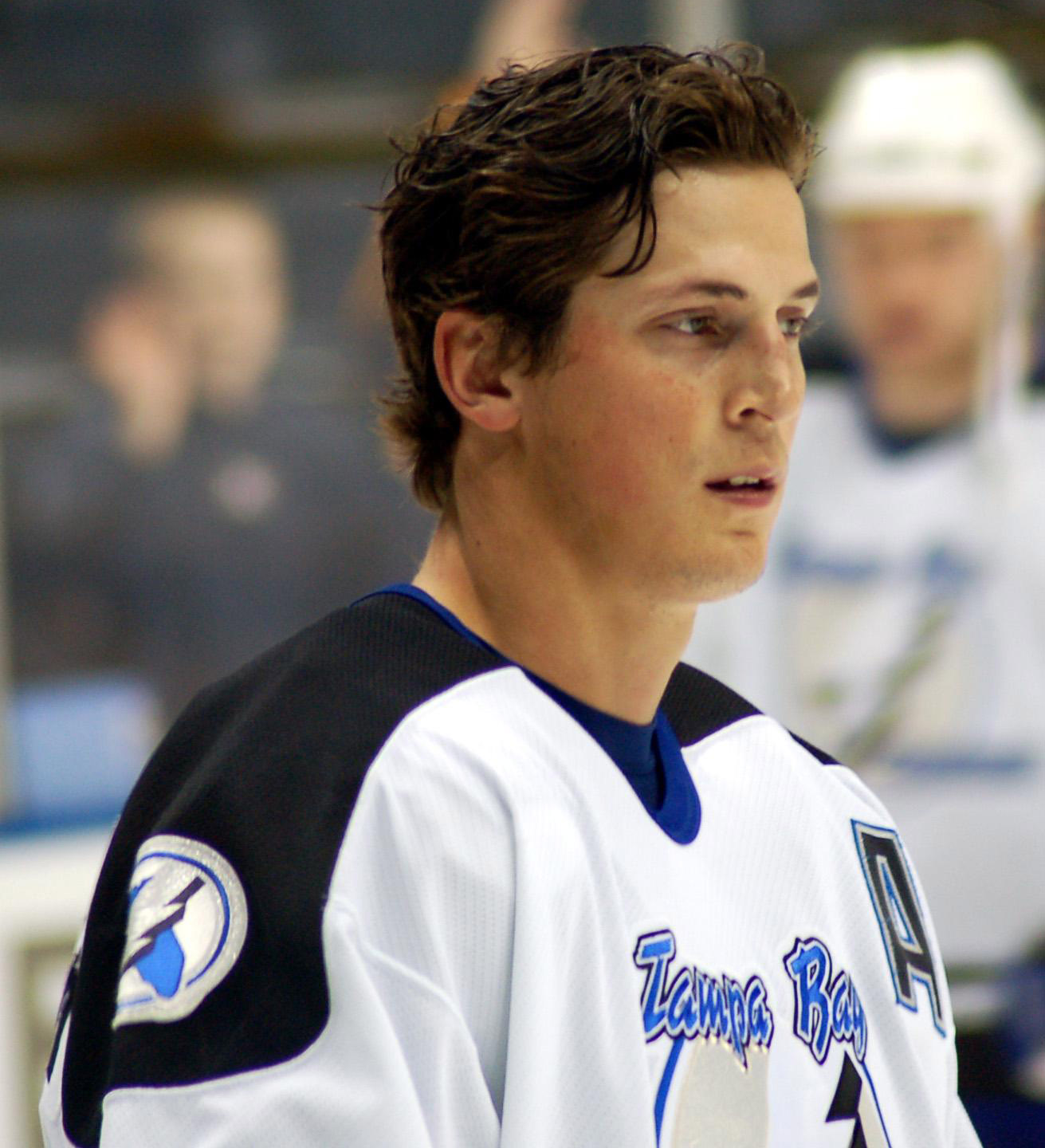
Vincent Lecavalier, gewählt an Position 1

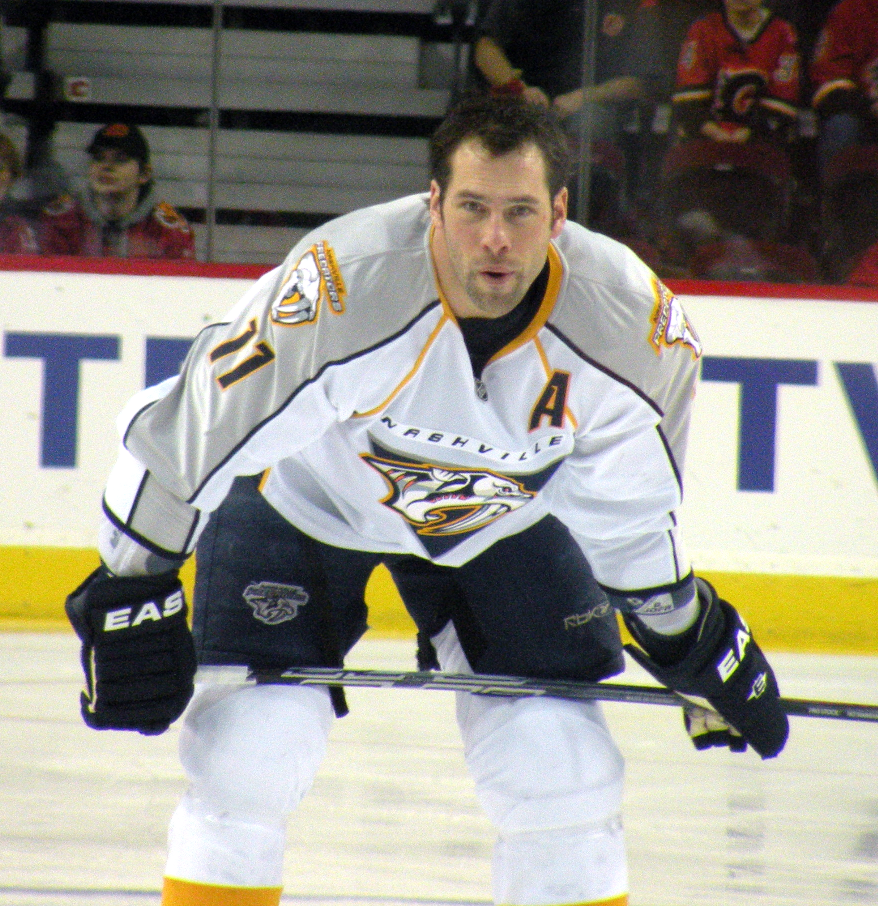
David Legwand, gewählt an Position 2

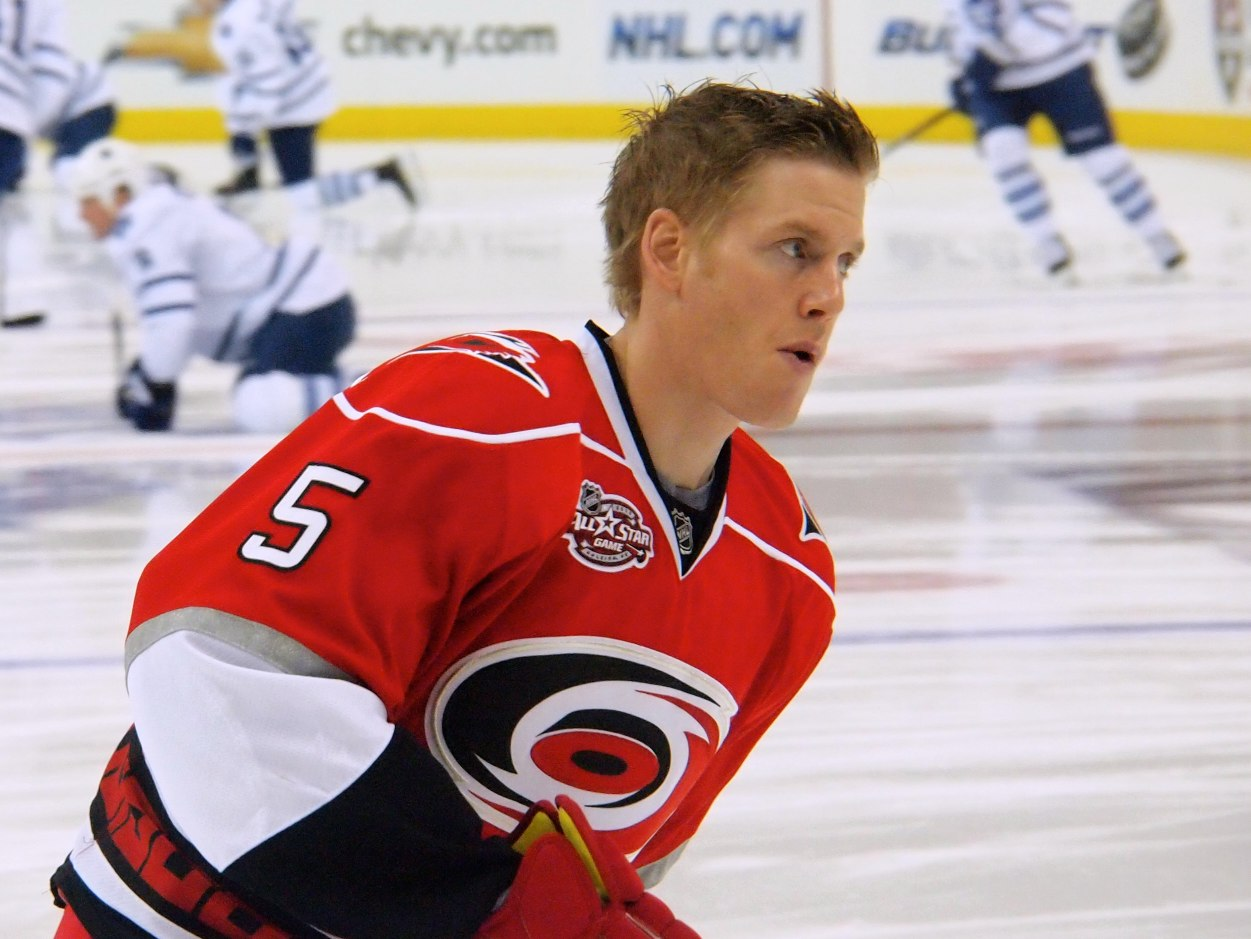
Bryan Allen, gewählt an Position 4

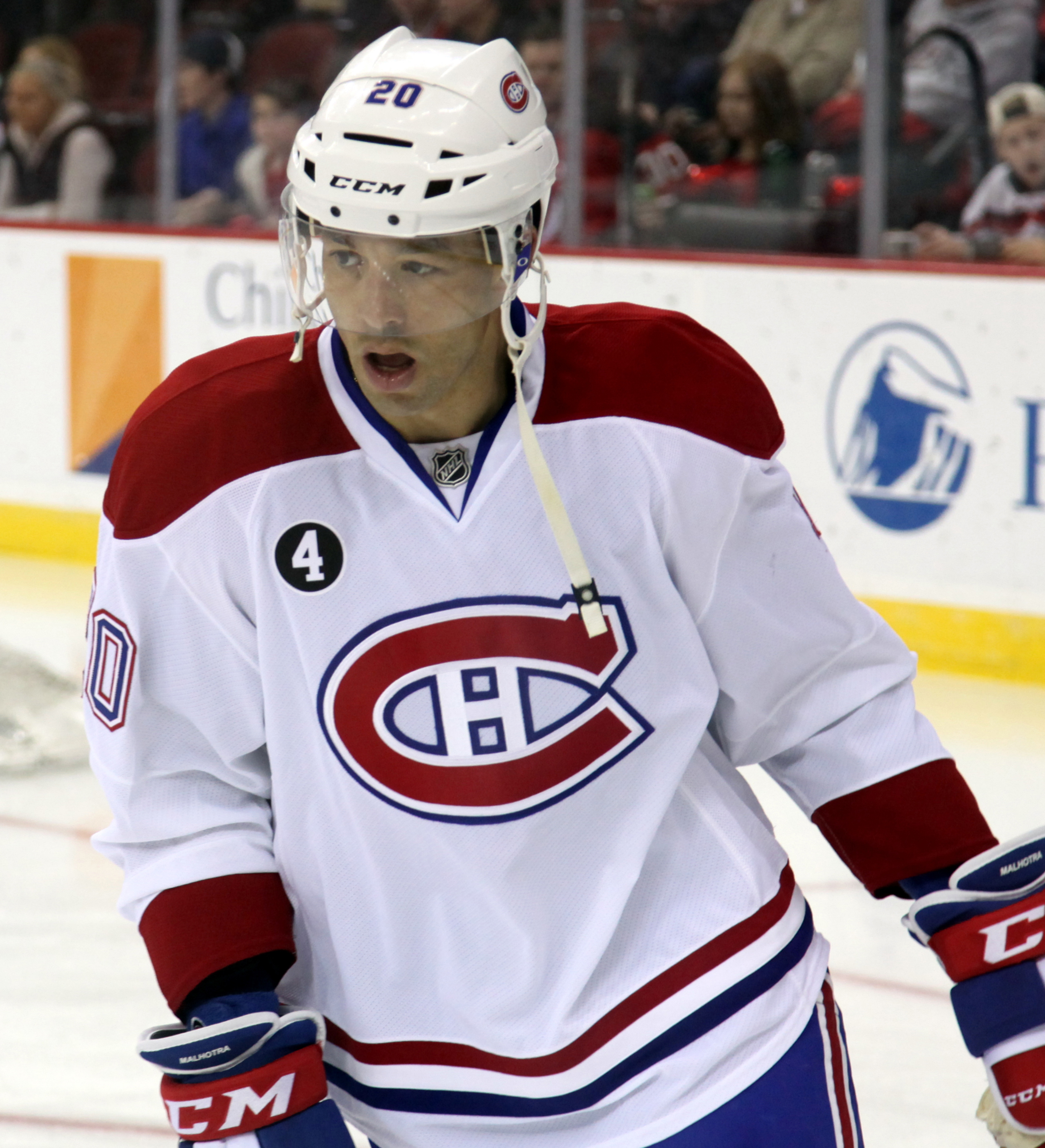
Manny Malhotra, gewählt an Position 7

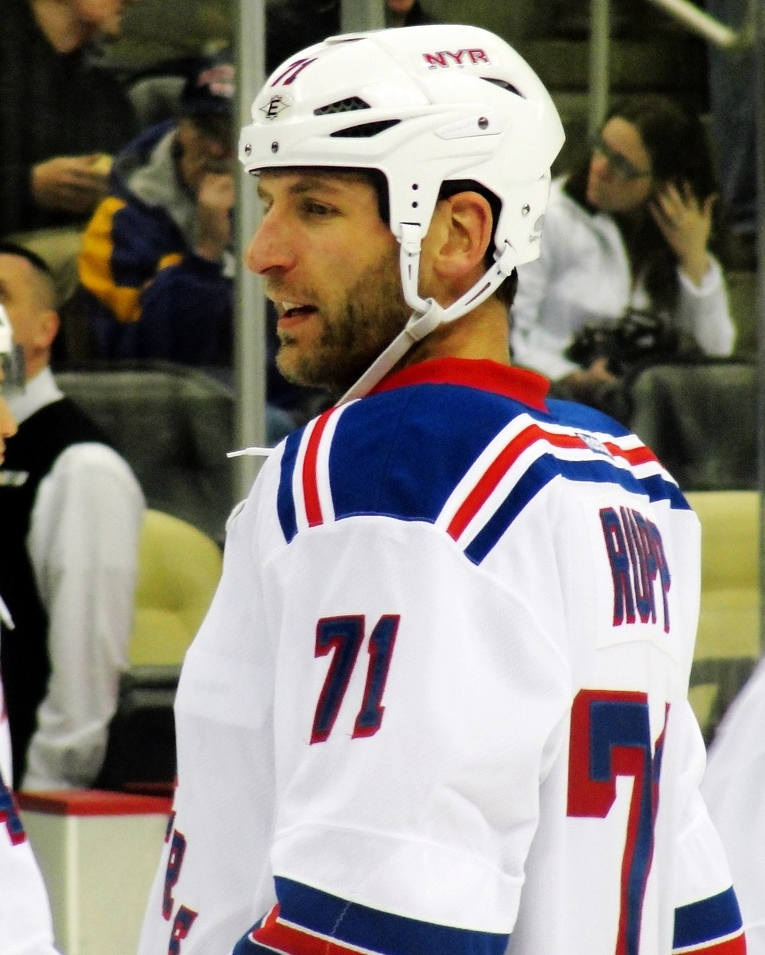
Michael Rupp, gewählt an Position 9

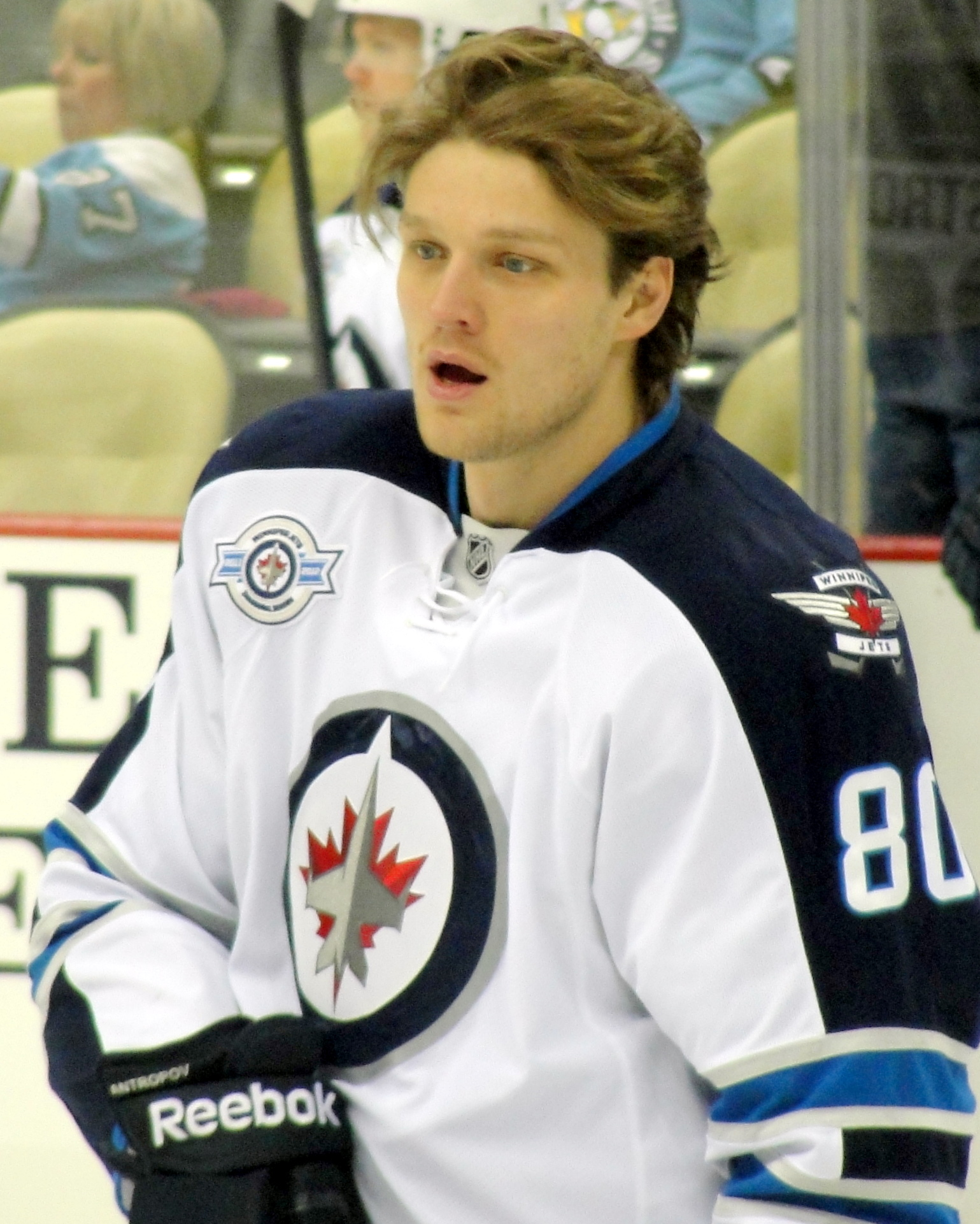
Nikolai Antropow, gewählt an Position 10

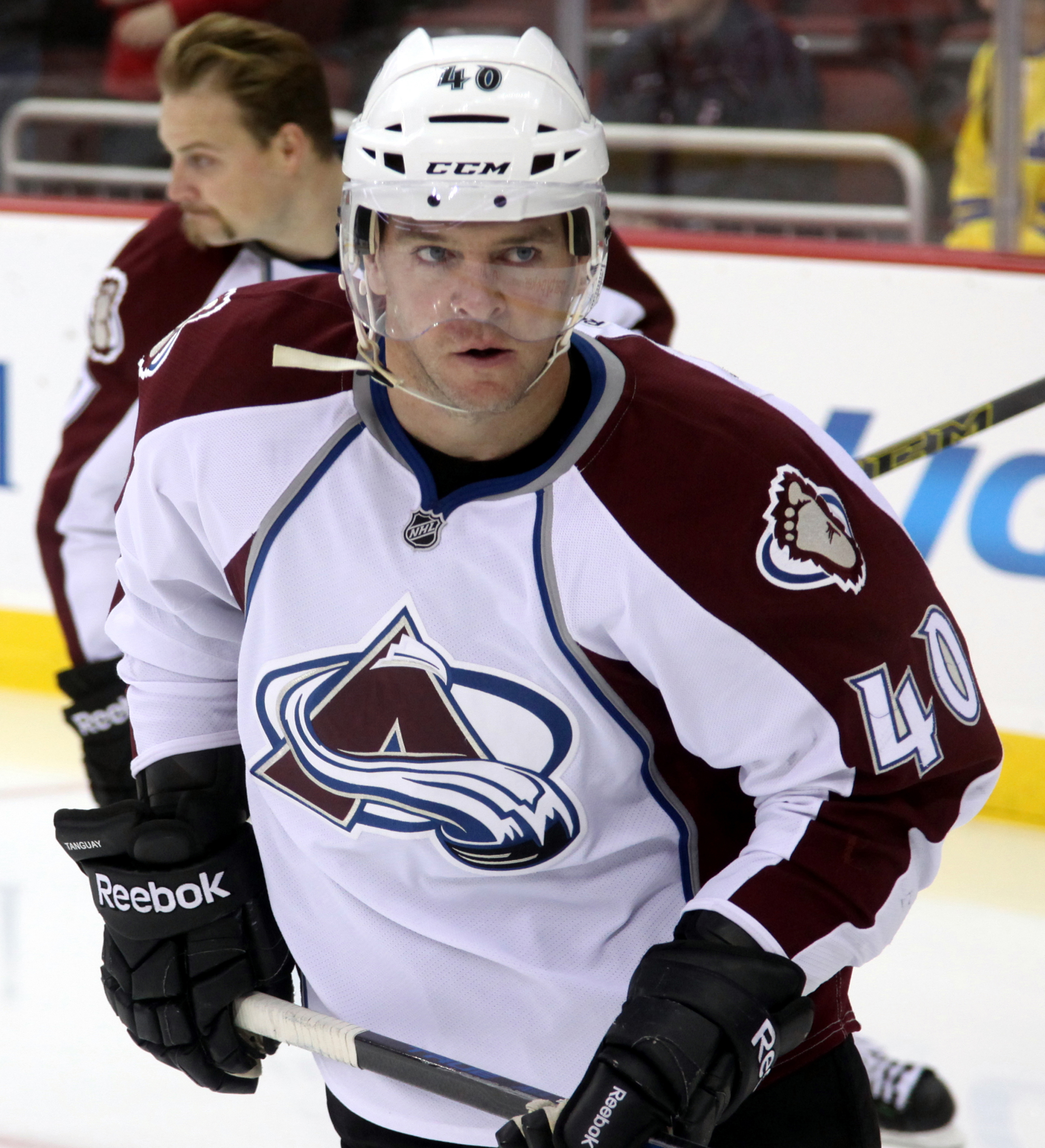
Alex Tanguay, gewählt an Position 12

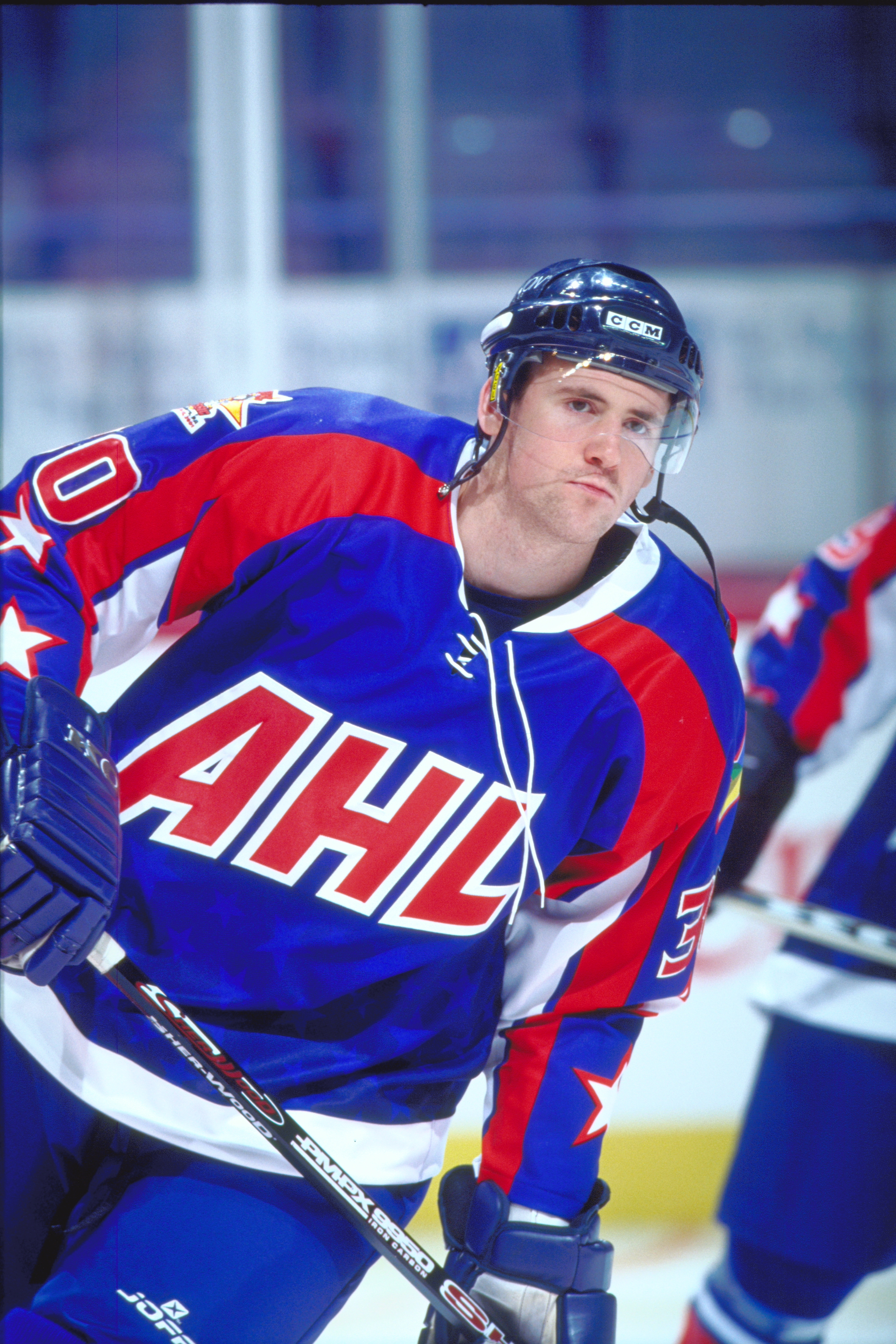
Éric Chouinard, gewählt an Position 16

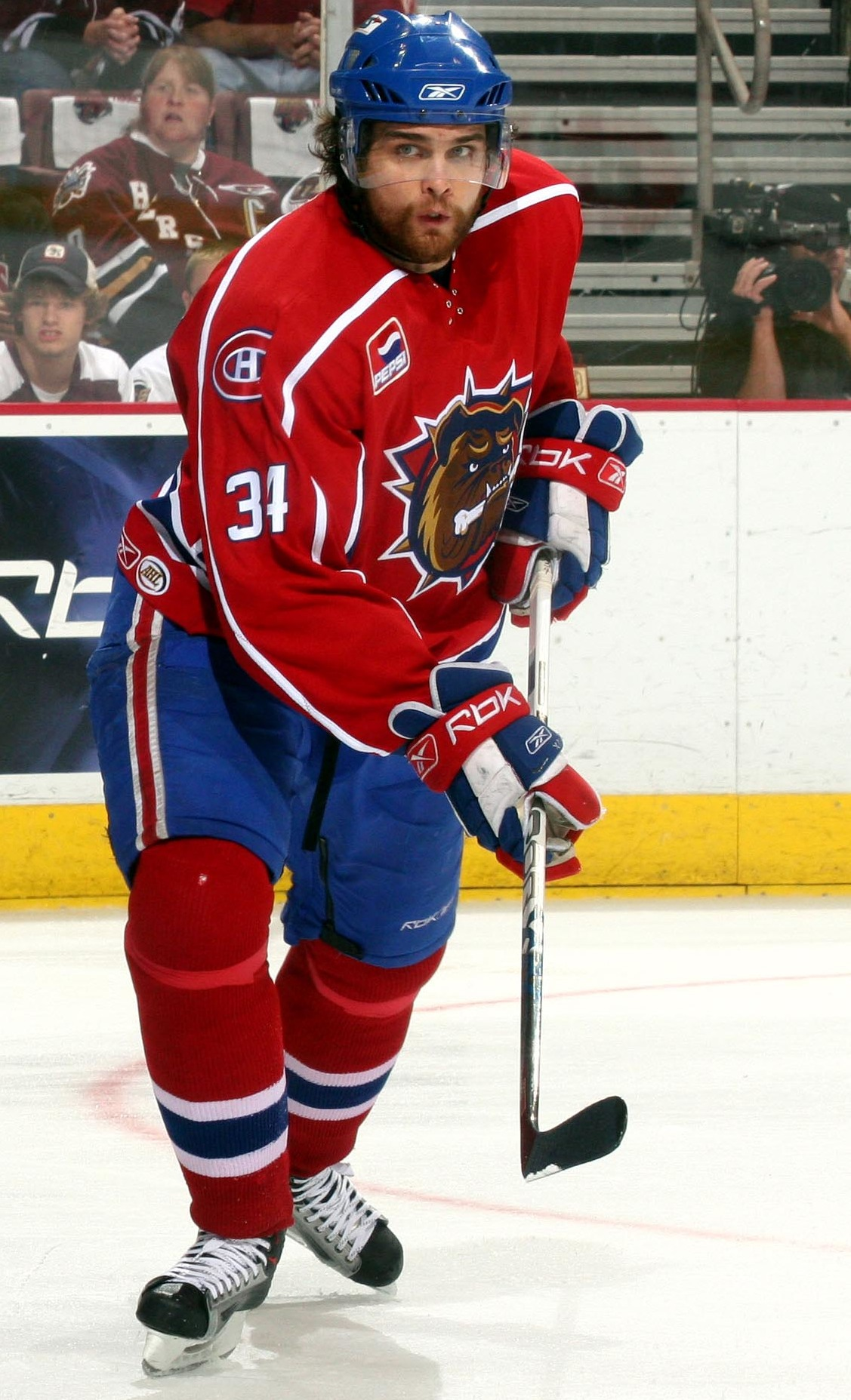
Mathieu Biron, gewählt an Position 21

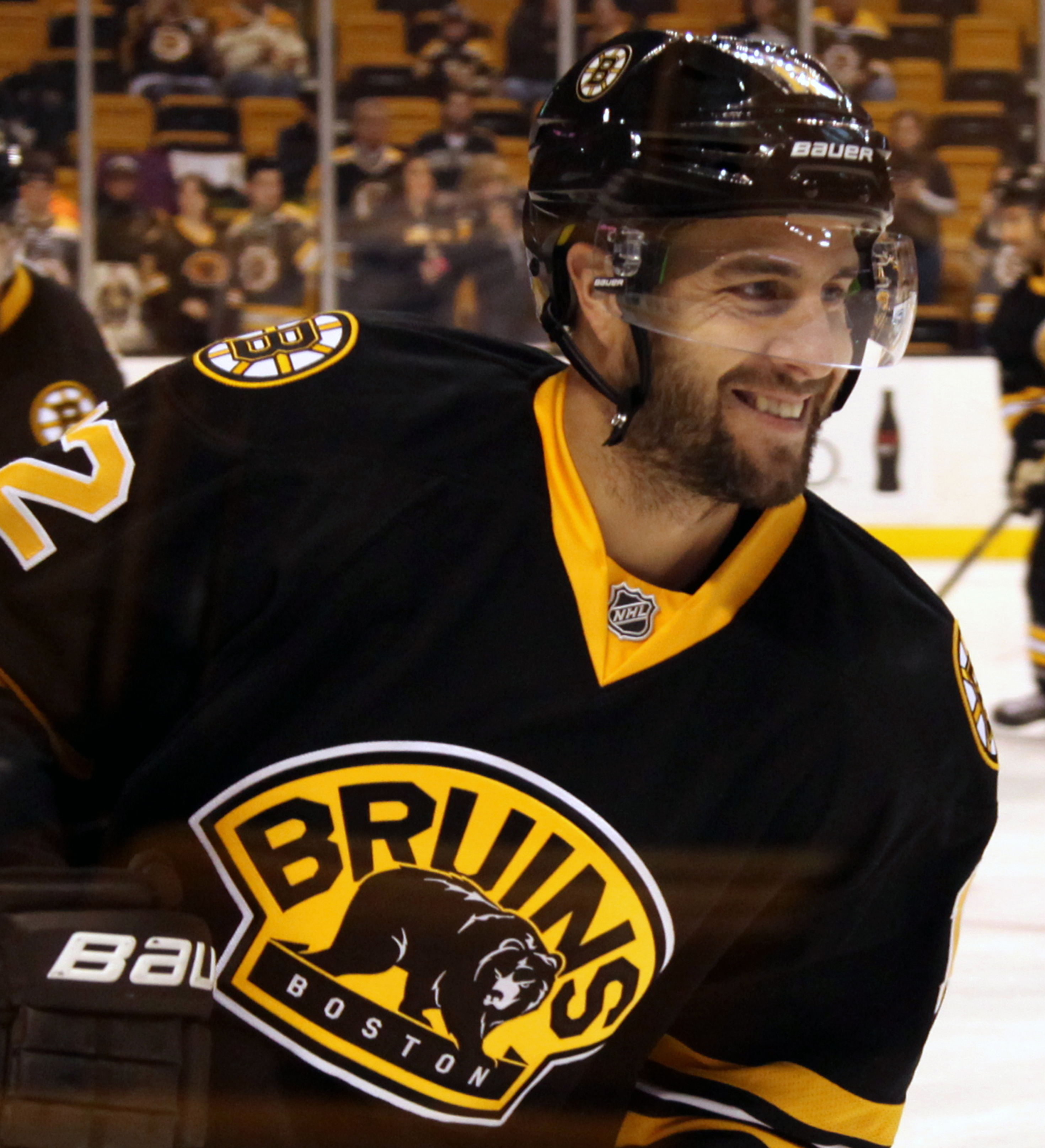
Simon Gagné, gewählt an Position 22

| Inhaltsverzeichnis Runde 1 \| Runde 2 \| Runde 3 \| Runde 4 \| Runde 5 \| Runde 6 \| Runde 7 \| Runde 8 \| Runde 9 |

Abkürzungen:
Position mit C = Center, LW = linker Flügel, RW = rechter Flügel, D = Verteidiger, G = Torwart
Farblegende:
 = Spieler, die in die Hockey Hall of Fame aufgenommen wurden

### Runde 1
| #   | Spieler            | Nationalität       | Position | NHL-Team                                                              | College-/Junioren-/Profi-Team            |
| --- | ------------------ | ------------------ | -------- | --------------------------------------------------------------------- | ---------------------------------------- |
| 1.  | Vincent Lecavalier | Kanada             | C        | Tampa Bay Lightning (von Florida Panthers via San Jose Sharks)        | Océanic de Rimouski (LHJMQ)              |
| 2.  | David Legwand      | Vereinigte Staaten | C        | Nashville Predators (von Tampa Bay Lightning via San Jose Sharks)     | Plymouth Whalers (OHL)                   |
| 3.  | Brad Stuart        | Kanada             | D        | San Jose Sharks (von Nashville Predators)                             | Regina Pats (WHL)                        |
| 4.  | Bryan Allen        | Kanada             | D        | Vancouver Canucks                                                     | Oshawa Generals (OHL)                    |
| 5.  | Witali Wischnewski | Ukraine            | D        | Mighty Ducks of Anaheim                                               | Torpedo Jaroslawl II (Wysschaja Liga)    |
| 6.  | Rico Fata          | Kanada             | C        | Calgary Flames                                                        | London Knights (OHL)                     |
| 7.  | Manny Malhotra     | Kanada             | C        | New York Rangers                                                      | Guelph Storm (OHL)                       |
| 8.  | Mark Bell          | Kanada             | C        | Chicago Blackhawks (von Toronto Maple Leafs)                          | Ottawa 67’s (OHL)                        |
| 9.  | Michael Rupp       | Vereinigte Staaten | LW       | New York Islanders                                                    | Erie Otters (OHL)                        |
| 10. | Nikolai Antropow   | Kasachstan         | C        | Toronto Maple Leafs (von Chicago Blackhawks)                          | Torpedo Ust-Kamenogorsk (Wysschaja Liga) |
| 11. | Jeff Heerema       | Kanada             | RW       | Carolina Hurricanes                                                   | Sarnia Sting (OHL)                       |
| 12. | Alex Tanguay       | Kanada             | LW       | Colorado Avalanche (von San Jose Sharks)                              | Halifax Mooseheads (LHJMQ)               |
| 13. | Michael Henrich    | Kanada             | RW       | Edmonton Oilers                                                       | Barrie Colts (OHL)                       |
| 14. | Patrick DesRochers | Kanada             | G        | Phoenix Coyotes                                                       | Sarnia Sting (OHL)                       |
| 15. | Mathieu Chouinard  | Kanada             | G        | Ottawa Senators                                                       | Cataractes de Shawinigan (LHJMQ)         |
| 16. | Éric Chouinard     | Kanada             | LW       | Canadiens de Montréal                                                 | Remparts de Québec (LHJMQ)               |
| 17. | Martin Škoula      | Tschechien         | D        | Colorado Avalanche (von Los Angeles Kings)                            | Barrie Colts (OHL)                       |
| 18. | Dmitri Kalinin     | Russland           | D        | Buffalo Sabres                                                        | Traktor Tscheljabinsk (Superliga)        |
| 19. | Robyn Regehr       | Kanada             | D        | Colorado Avalanche (von Boston Bruins)                                | Kamloops Blazers (WHL)                   |
| 20. | Scott Parker       | Vereinigte Staaten | RW       | Colorado Avalanche                                                    | Kelowna Rockets (WHL)                    |
| 21. | Mathieu Biron      | Kanada             | D        | Los Angeles Kings (von Colorado Avalanche)                            | Cataractes de Shawinigan (LHJMQ)         |
| 22. | Simon Gagné        | Kanada             | LW       | Philadelphia Flyers (von Philadelphia Flyers via Tampa Bay Lightning) | Remparts de Québec (LHJMQ)               |
| 23. | Milan Kraft        | Tschechien         | C        | Pittsburgh Penguins                                                   | HC Keramika Plzeň (tschech. Extraliga)   |
| 24. | Christian Bäckman  | Schweden           | D        | St. Louis Blues                                                       | Västra Frölunda U20 (J20 SuperElit)      |
| 25. | Jiří Fischer       | Tschechien         | D        | Detroit Red Wings                                                     | Olympiques de Hull (LHJMQ)               |
| 26. | Mike Van Ryn       | Kanada             | D        | New Jersey Devils                                                     | University of Michigan (NCAA)            |
| 27. | Scott Gomez        | Vereinigte Staaten | C        | New Jersey Devils (von Dallas Stars)                                  | Tri-City Americans (WHL)                 |

### Runde 2

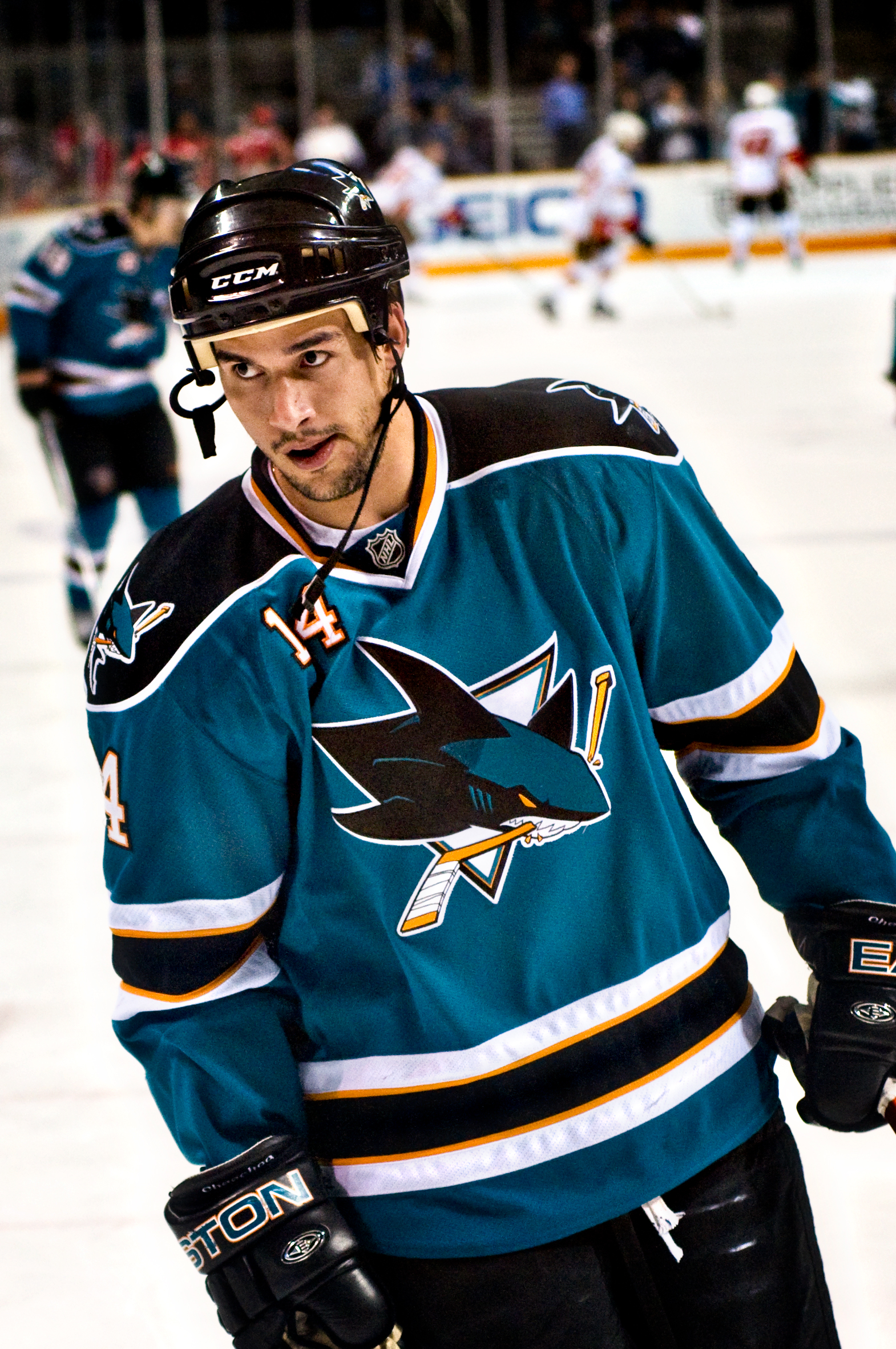
Jonathan Cheechoo, gewählt an Position 29

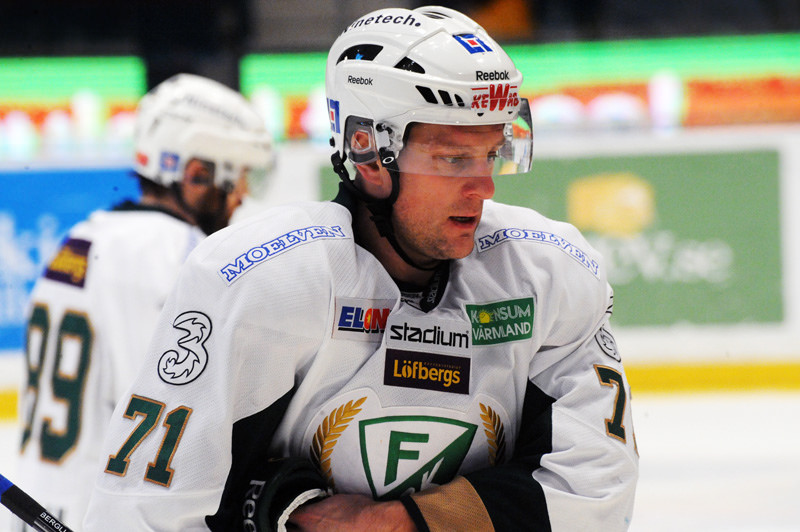
Christian Berglund, gewählt an Position 37

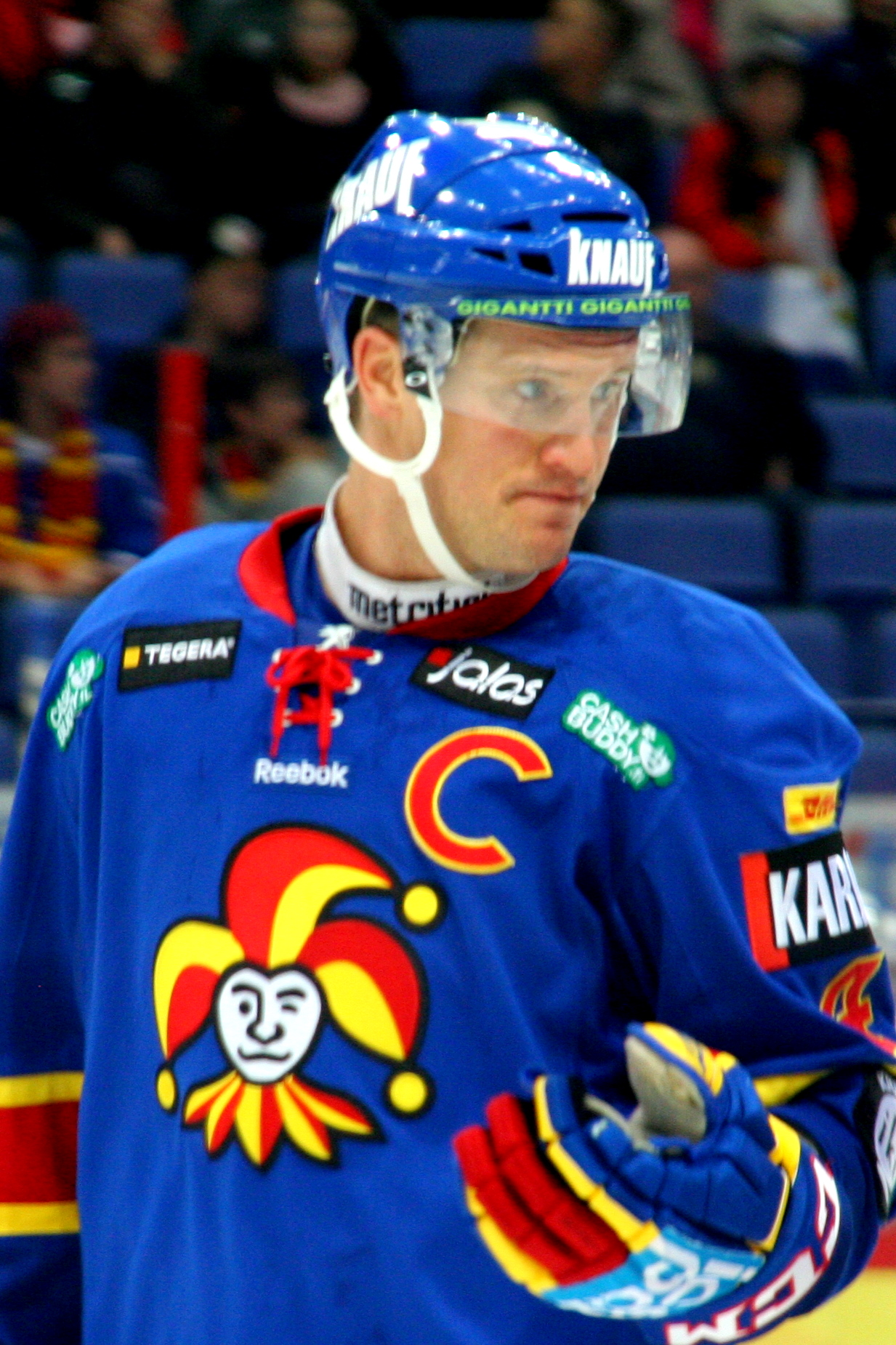
Ossi Väänänen, gewählt an Position 43

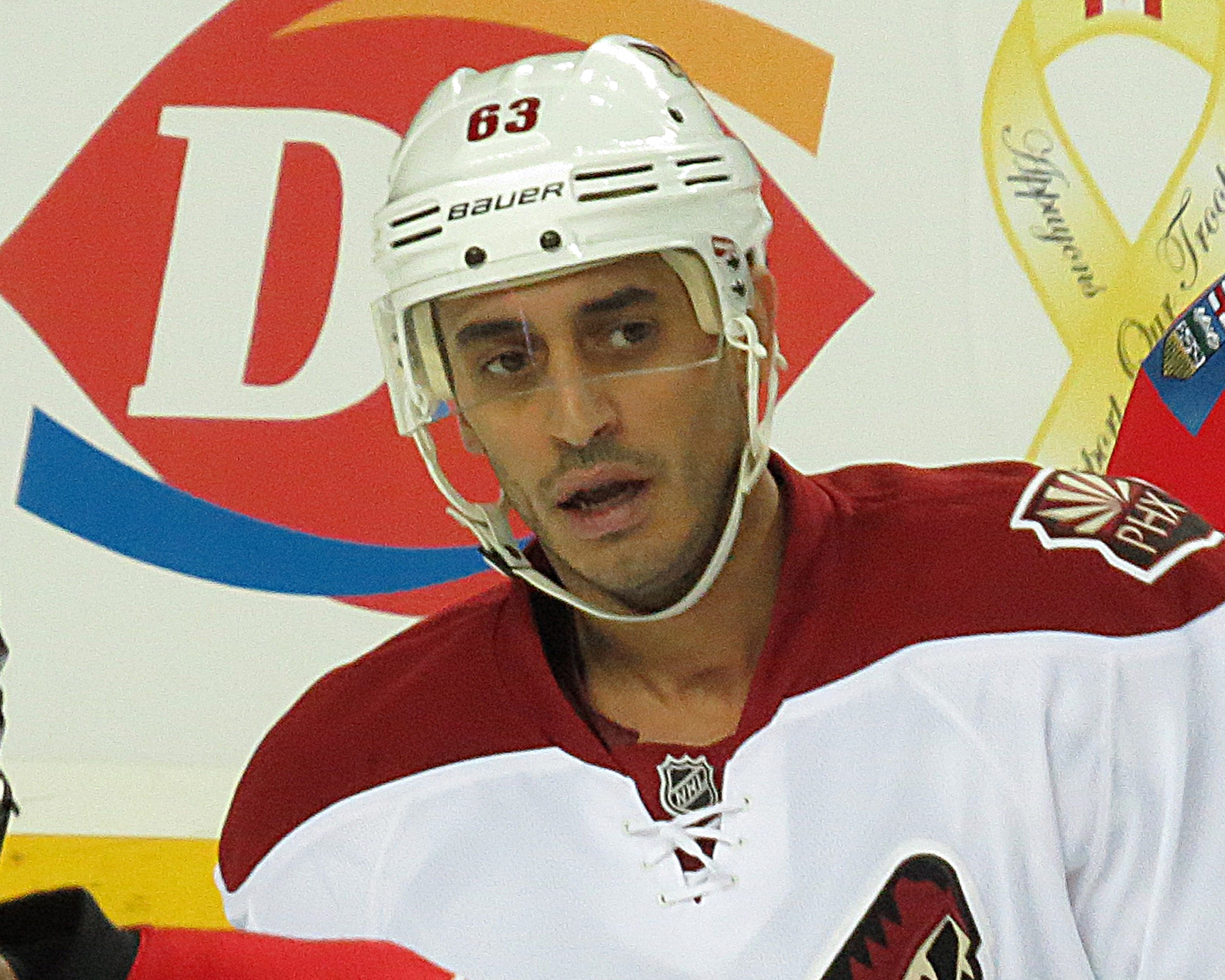
Mike Ribeiro, gewählt an Position 45

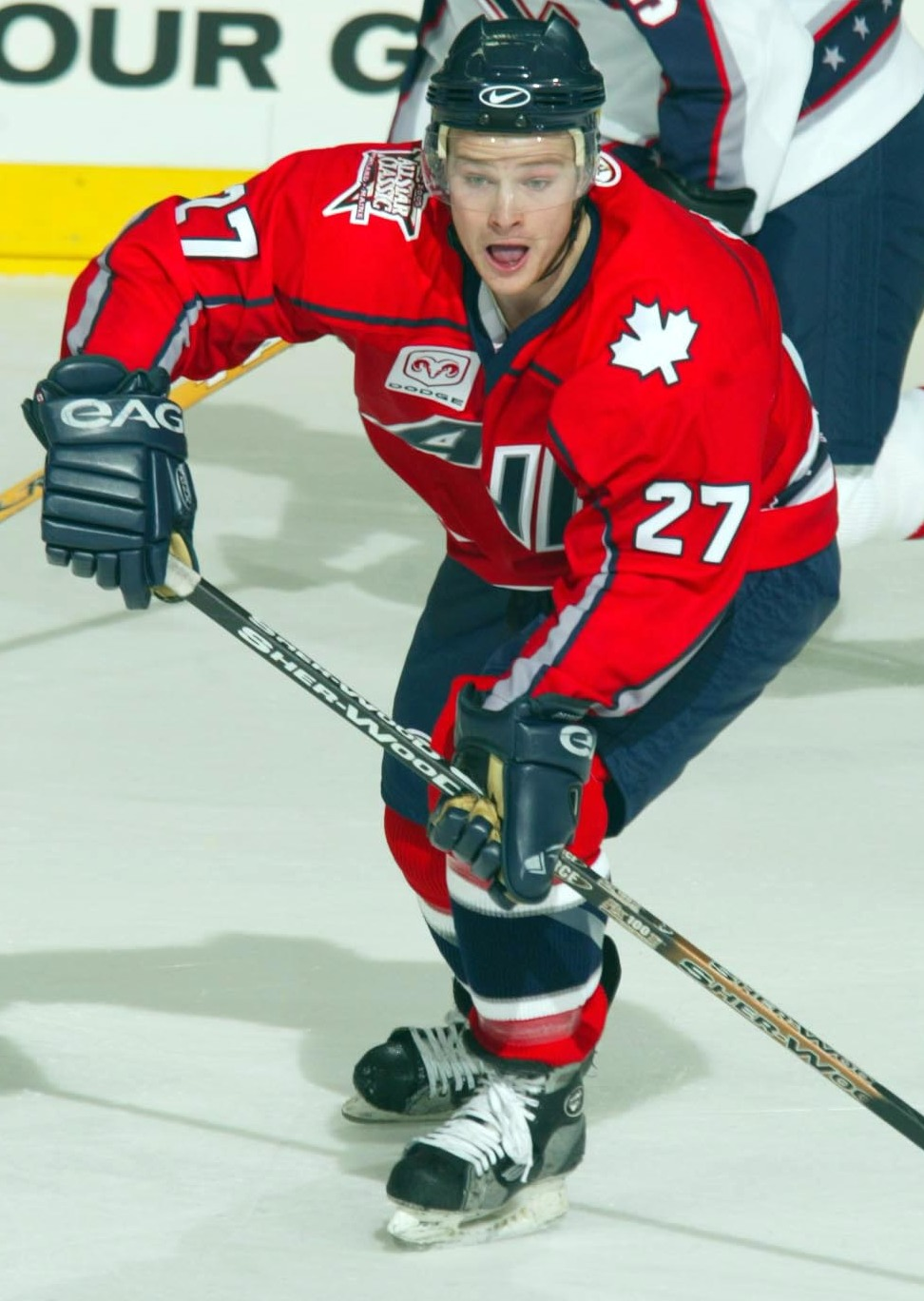
Justin Papineau, gewählt an Position 46

| #   | Spieler            | Nationalität       | Position | NHL-Team                                                     | College-/Junioren-/Profi-Team           |
| --- | ------------------ | ------------------ | -------- | ------------------------------------------------------------ | --------------------------------------- |
| 28. | Ramzi Abid         | Kanada             | LW       | Colorado Avalanche (von Tampa Bay Lightning)                 | Saguenéens de Chicoutimi (LHJMQ)        |
| 29. | Jonathan Cheechoo  | Kanada             | RW       | San Jose Sharks (von Nashville Predators)                    | Belleville Bulls (OHL)                  |
| 30. | Kyle Rossiter      | Kanada             | D        | Florida Panthers                                             | Spokane Chiefs (WHL)                    |
| 31. | Artjom Tschubarow  | Russland           | C        | Vancouver Canucks                                            | Dynamo Moskau (Superliga)               |
| 32. | Stephen Peat       | Kanada             | RW       | Mighty Ducks of Anaheim                                      | Red Deer Rebels (WHL)                   |
| 33. | Blair Betts        | Kanada             | C        | Calgary Flames                                               | Prince George Cougars (WHL)             |
| 34. | Andrew Peters      | Kanada             | LW       | Buffalo Sabres (von New York Rangers)                        | Oshawa Generals (OHL)                   |
| 35. | Petr Svoboda       | Tschechien         | D        | Toronto Maple Leafs                                          | BK Havlíčkův Brod (tschech. 1. Liga)    |
| 36. | Chris Nielsen      | Kanada             | RW       | New York Islanders                                           | Calgary Hitmen (WHL)                    |
| 37. | Christian Berglund | Schweden           | LW       | New Jersey Devils Anm. 1                                     | Färjestad BK (Elitserien)               |
| 38. | Philippe Sauvé     | Vereinigte Staaten | G        | Colorado Avalanche (von Chicago Blackhawks)                  | Océanic de Rimouski (LHJMQ)             |
| 39. | John Erskine       | Kanada             | D        | Dallas Stars (von Carolina Hurricanes via New Jersey Devils) | London Knights (OHL)                    |
| 40. | Randy Copley       | Kanada             | RW       | New York Rangers Anm. 2                                      | Cape Breton Screaming Eagles (LHJMQ)    |
| 41. | Maksym Lynnyk      | Ukraine            | D        | St. Louis Blues (von San Jose Sharks via Detroit Red Wings)  | St. Thomas Stars (WOJHL)                |
| 42. | Jason Beckett      | Kanada             | D        | Philadelphia Flyers (von Edmonton Oilers)                    | Seattle Thunderbirds (WHL)              |
| 43. | Ossi Väänänen      | Finnland           | D        | Phoenix Coyotes                                              | Jokerit Helsinki U20 (Nuorten SM-liiga) |
| 44. | Mike Fisher        | Kanada             | C        | Ottawa Senators                                              | Sudbury Wolves (OHL)                    |
| 45. | Mike Ribeiro       | Kanada             | C        | Canadiens de Montréal                                        | Huskies de Rouyn-Noranda (LHJMQ)        |
| 46. | Justin Papineau    | Kanada             | C        | Los Angeles Kings                                            | Belleville Bulls (OHL)                  |
| 47. | Norm Milley        | Kanada             | RW       | Buffalo Sabres                                               | Sudbury Wolves (OHL)                    |
| 48. | Jonathan Girard    | Kanada             | D        | Boston Bruins                                                | Titan Collège Français de Laval (LHJMQ) |
| 49. | Jomar Cruz         | Kanada             | G        | Washington Capitals                                          | Brandon Wheat Kings (WHL)               |
| 50. | Jaroslav Kristek   | Tschechien         | RW       | Buffalo Sabres (von Colorado Avalanche via San Jose Sharks)  | HC ZPS Barum Zlín (tschech. Extraliga)  |
| 51. | Ian Forbes         | Kanada             | D        | Philadelphia Flyers                                          | Guelph Storm (OHL)                      |
| 52. | Bobby Allen        | Vereinigte Staaten | D        | Boston Bruins (von Washington Capitals Anm. 3)               | Boston College (NCAA)                   |
| 53. | Steve Moore        | Kanada             | C        | Colorado Avalanche Anm. 4                                    | Harvard University (NCAA)               |
| 54. | Alexander Sewachin | Russland           | RW       | Pittsburgh Penguins                                          | ZSKA Moskau (Superliga)                 |
| 55. | Ryan Barnes        | Kanada             | LW       | Detroit Red Wings (von St. Louis Blues)                      | Sudbury Wolves (OHL)                    |
| 56. | Tomasz Valtonen    | Finnland           | LW       | Detroit Red Wings                                            | Ilves Tampere (SM-liiga)                |
| 57. | Tyler Bouck        | Kanada             | LW       | Dallas Stars (von New Jersey Devils)                         | Prince George Cougars (WHL)             |
| 58. | Chris Bala         | Vereinigte Staaten | LW       | Ottawa Senators (von Dallas Stars via Philadelphia Flyers)   | Harvard University (NCAA)               |

### Runde 3

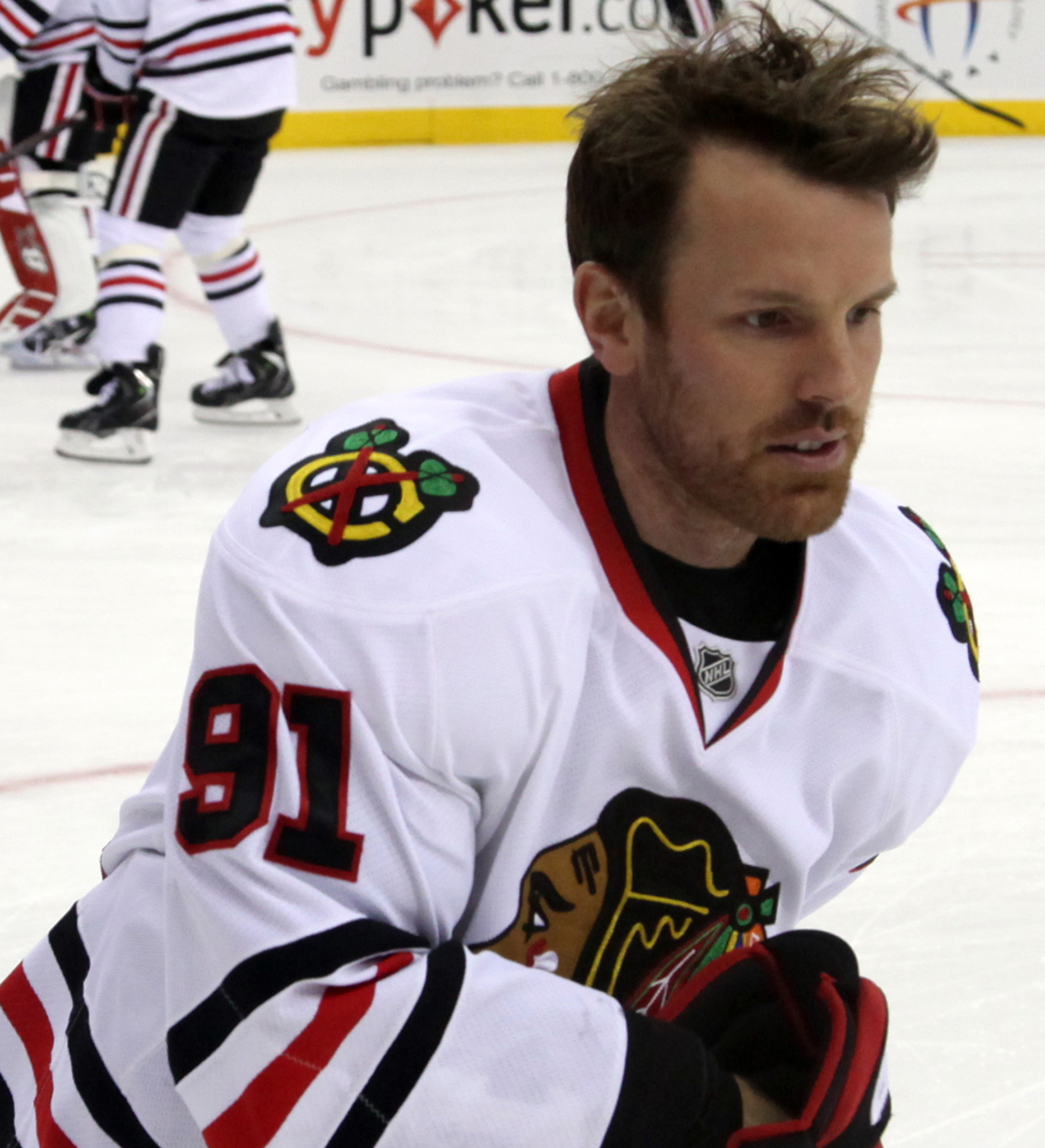
Brad Richards, gewählt an Position 64

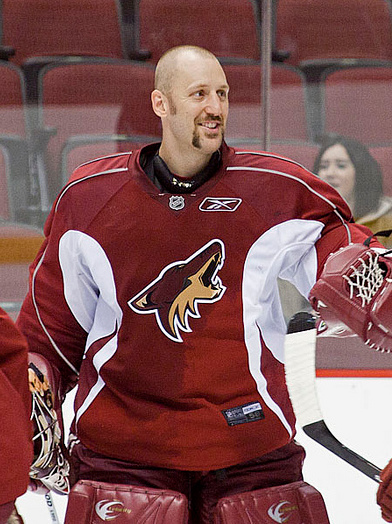
Jason LaBarbera, gewählt an Position 66

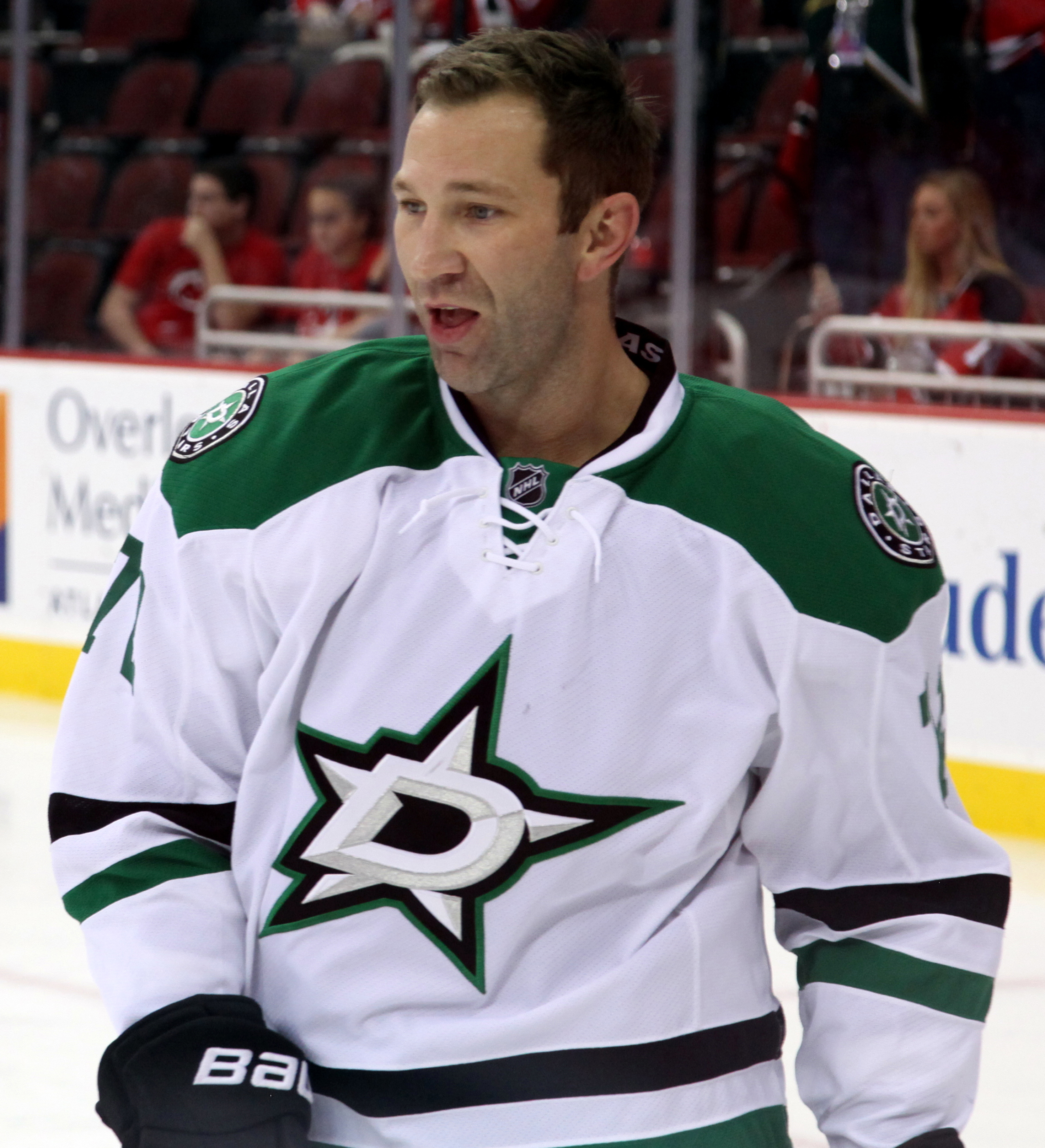
Erik Cole, gewählt an Position 71

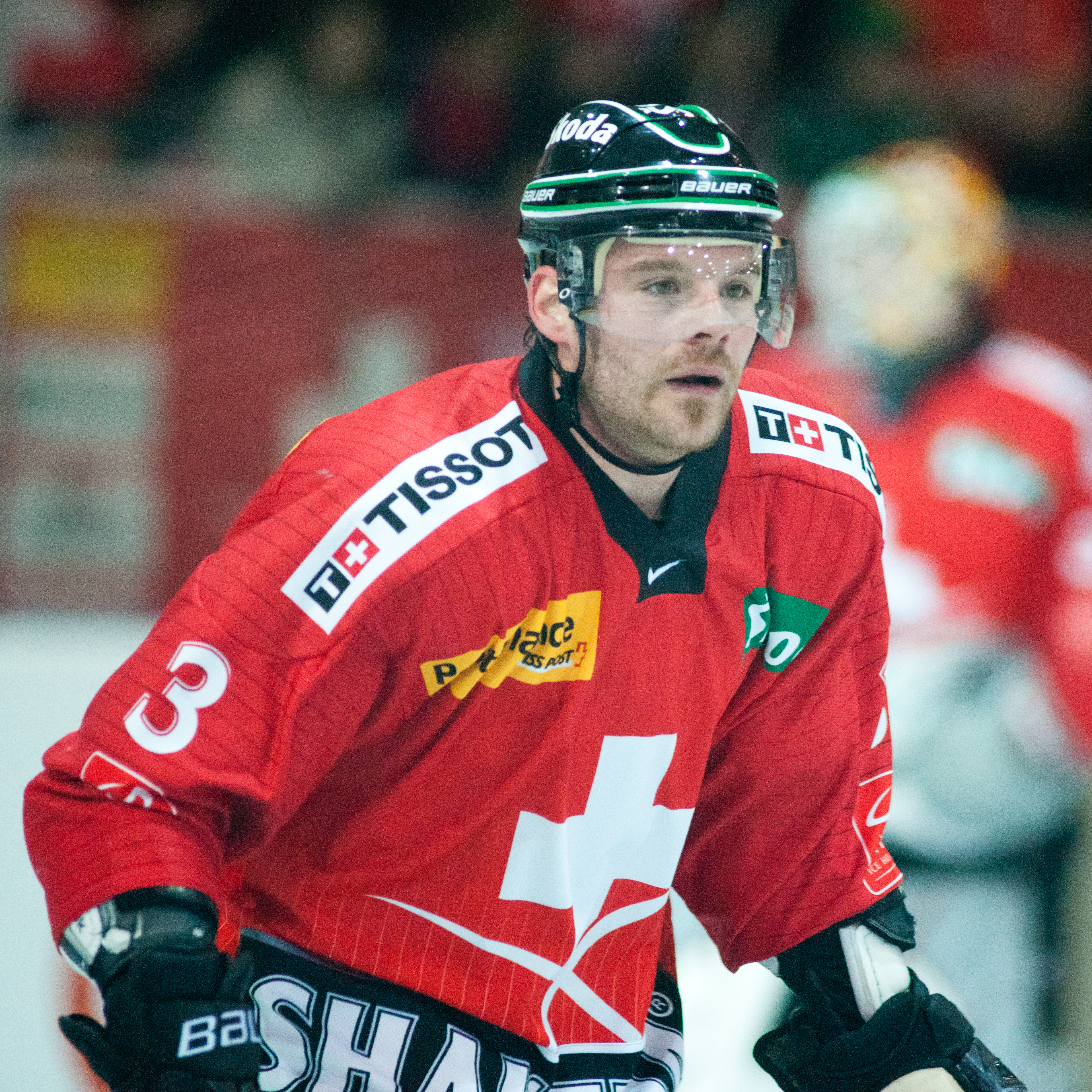
Julien Vauclair, gewählt an Position 74

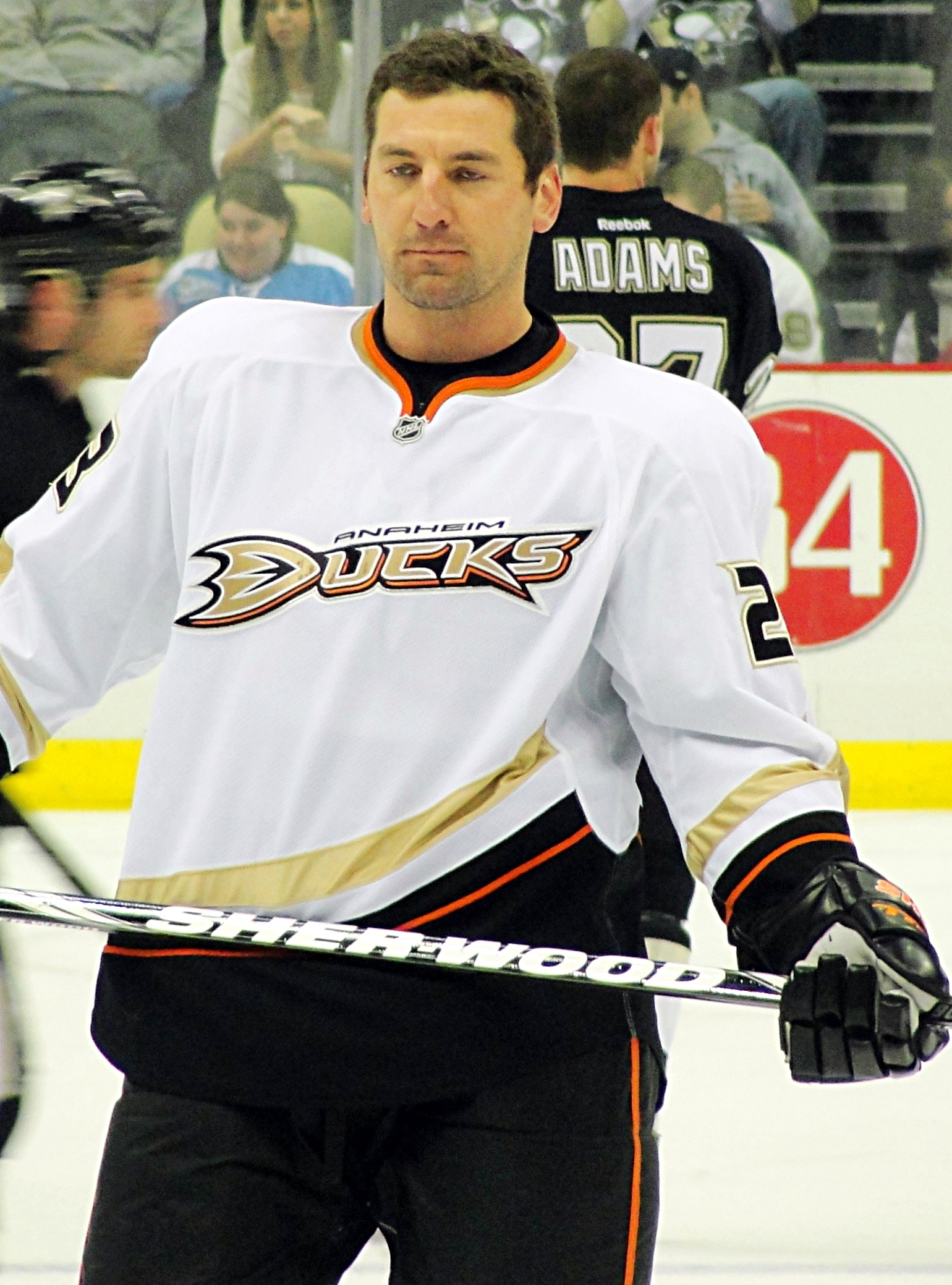
François Beauchemin, gewählt an Position 75

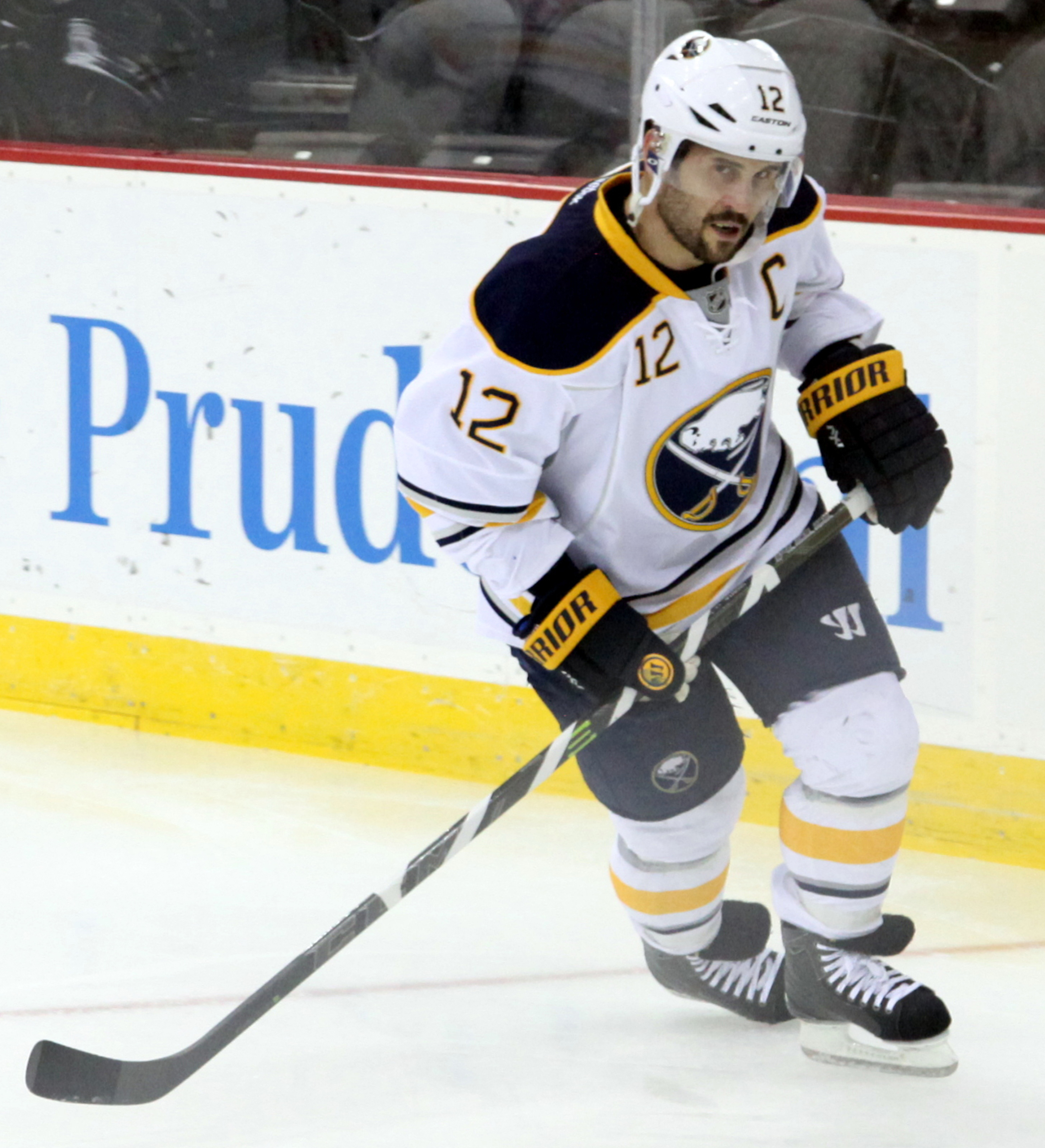
Brian Gionta, gewählt an Position 82

| #   | Spieler             | Nationalität       | Position | NHL-Team                                                              | College-/Junioren-/Profi-Team           |
| --- | ------------------- | ------------------ | -------- | --------------------------------------------------------------------- | --------------------------------------- |
| 59. | Todd Hornung        | Kanada             | C        | Washington Capitals (von Tampa Bay Lightning)                         | Portland Winter Hawks (WHL)             |
| 60. | Denis Archipow      | Russland           | C        | Nashville Predators                                                   | Ak Bars Kasan (Superliga)               |
| 61. | Joe DiPenta         | Kanada             | D        | Florida Panthers                                                      | Boston University (NCAA)                |
| 62. | Paul Manning        | Kanada             | D        | Calgary Flames (von Vancouver Canucks via Carolina Hurricanes)        | Colorado College (NCAA)                 |
| 63. | Lance Ward          | Kanada             | D        | Florida Panthers (von Mighty Ducks of Anaheim via Colorado Avalanche) | Red Deer Rebels (WHL)                   |
| 64. | Brad Richards       | Kanada             | C        | Tampa Bay Lightning (von Calgary Flames)                              | Océanic de Rimouski (LHJMQ)             |
| 65. | Éric Laplante       | Kanada             | LW       | San Jose Sharks Anm. 5                                                | Halifax Mooseheads (LHJMQ)              |
| 66. | Jason LaBarbera     | Kanada             | G        | New York Rangers                                                      | Portland Winter Hawks (WHL)             |
| 67. | Alex Henry          | Kanada             | D        | Edmonton Oilers (von Toronto Maple Leafs via Tampa Bay Lightning)     | London Knights (OHL)                    |
| 68. | Jarkko Ruutu        | Finnland           | RW       | Vancouver Canucks (von New York Islanders)                            | HIFK Helsinki (SM-liiga)                |
| 69. | Jamie Hodson        | Kanada             | G        | Toronto Maple Leafs (von Chicago Blackhawks)                          | Brandon Wheat Kings (WHL)               |
| 70. | Kevin Holdridge     | Vereinigte Staaten | D        | Carolina Hurricanes                                                   | Plymouth Whalers (OHL)                  |
| 71. | Erik Cole           | Vereinigte Staaten | LW       | Carolina Hurricanes (von San Jose Sharks)                             | Clarkson University (NCAA)              |
| 72. | Dmitri Afanassenkow | Russland           | LW       | Tampa Bay Lightning (von Edmonton Oilers)                             | Torpedo Jaroslawl (Superliga)           |
| 73. | Pat O’Leary         | Vereinigte Staaten | C        | Phoenix Coyotes                                                       | Armstrong High (US High School)         |
| 74. | Julien Vauclair     | Schweiz            | D        | Ottawa Senators                                                       | HC Lugano (NLA)                         |
| 75. | François Beauchemin | Kanada             | D        | Canadiens de Montréal                                                 | Titan Collège Français de Laval (LHJMQ) |
| 76. | Alexei Wolkow       | Russland           | G        | Los Angeles Kings                                                     | Krylja Sowetow Moskau II (Perwaja Liga) |
| 77. | Mike Pandolfo       | Vereinigte Staaten | LW       | Buffalo Sabres                                                        | St. Sebastian’s High (US High School)   |
| 78. | Peter Nordström     | Schweden           | LW       | Boston Bruins                                                         | Färjestad BK (Elitserien)               |
| 79. | Jewhen Lasarew      | Ukraine            | LW       | Colorado Avalanche (von Washington Capitals)                          | Kitchener Dutchmen (MWJHL)              |
| 80. | David Cameron       | Kanada             | C        | Pittsburgh Penguins (von Colorado Avalanche)                          | Prince Albert Raiders (WHL)             |
| 81. | Justin Morrison     | Vereinigte Staaten | RW       | Vancouver Canucks (von Philadelphia Flyers)                           | Colorado College (NCAA)                 |
| 82. | Brian Gionta        | Vereinigte Staaten | RW       | New Jersey Devils (von Pittsburgh Penguins via Edmonton Oilers)       | Boston College (NCAA)                   |
| 83. | Matthew Walker      | Kanada             | D        | St. Louis Blues                                                       | Portland Winter Hawks (WHL)             |
| 84. | Jake McCracken      | Kanada             | G        | Detroit Red Wings                                                     | Sault Ste. Marie Greyhounds (OHL)       |
| 85. | Geoff Koch          | Vereinigte Staaten | LW       | Nashville Predators (von New Jersey Devils via San Jose Sharks)       | University of Michigan (NCAA)           |
| 86. | Gabriel Karlsson    | Schweden           | C        | Dallas Stars                                                          | HV71 (Elitserien)                       |

### Runde 4

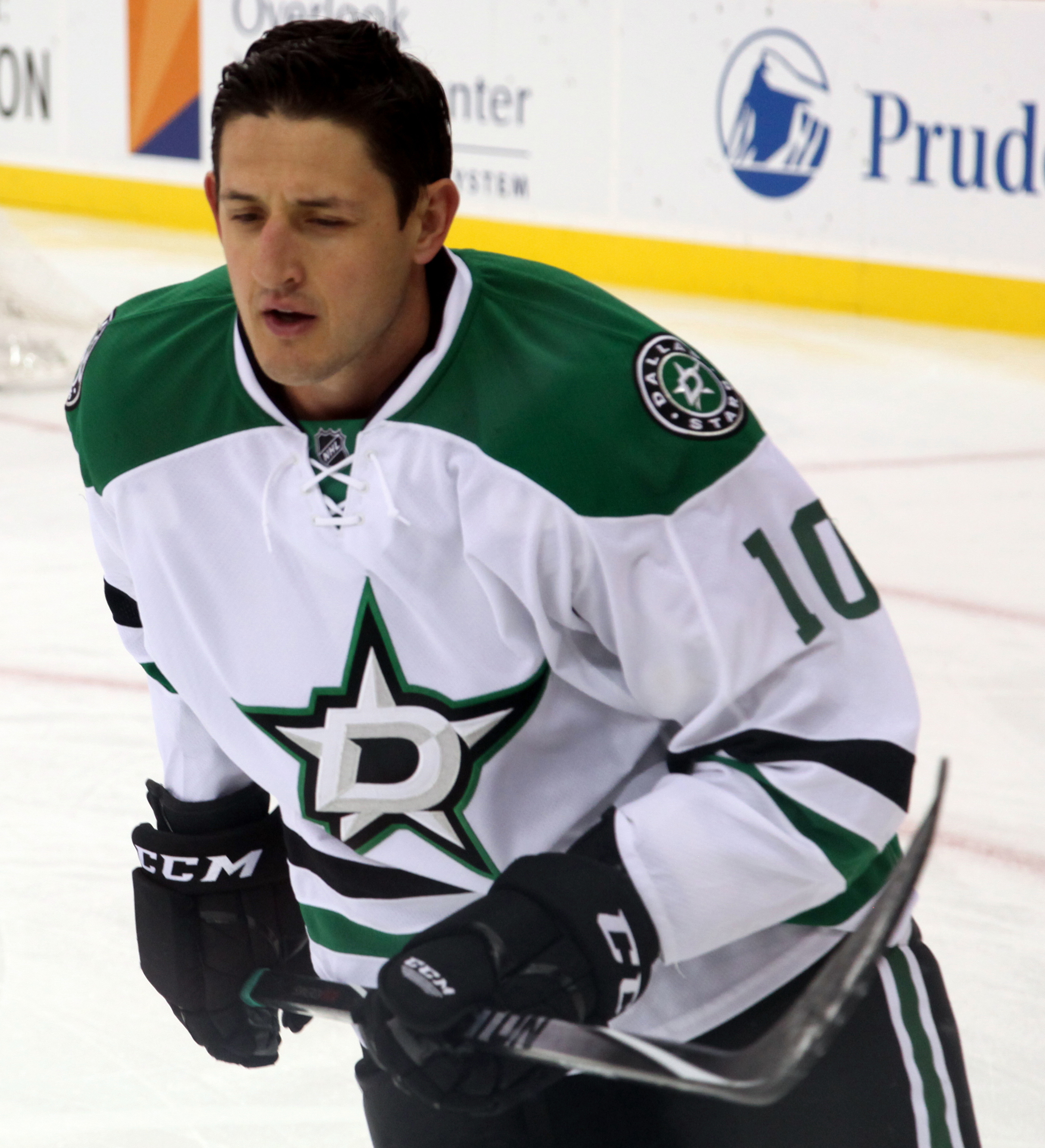
Shawn Horcoff, gewählt an Position 99

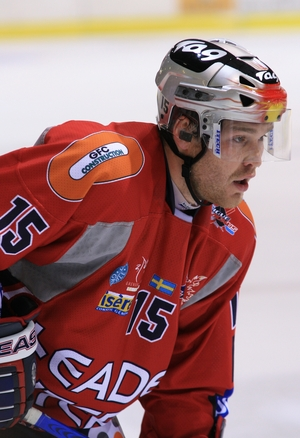
Viktor Wallin, gewählt an Position 112

| #    | Spieler               | Nationalität       | Position | NHL-Team                                                             | College-/Junioren-/Profi-Team        |
| ---- | --------------------- | ------------------ | -------- | -------------------------------------------------------------------- | ------------------------------------ |
| 87.  | Oleksij Ponikarowskyj | Ukraine            | LW       | Toronto Maple Leafs (von Tampa Bay Lightning via Detroit Red Wings)  | Dynamo Moskau II (Wysschaja Liga)    |
| 88.  | Kent Sauer            | Vereinigte Staaten | D        | Nashville Predators                                                  | North Iowa Huskies (USHL)            |
| 89.  | Ryan Jardine          | Kanada             | LW       | Florida Panthers                                                     | Sault Ste. Marie Greyhounds (OHL)    |
| 90.  | Regan Darby           | Kanada             | D        | Vancouver Canucks                                                    | Tri-City Americans (WHL)             |
| 91.  | Josef Vašíček         | Tschechien         | C        | Carolina Hurricanes (von Mighty Ducks of Anaheim)                    | Slavia Prag U20 (Tschechien U20)     |
| 92.  | Éric Beaudoin         | Kanada             | LW       | Tampa Bay Lightning (von Calgary Flames)                             | Guelph Storm (OHL)                   |
| 93.  | Tommy Westlund        | Schweden           | RW       | Carolina Hurricanes (von New York Rangers)                           | Brynäs IF (Elitserien)               |
| 94.  | Matthias Trattnig     | Osterreich         | C        | Chicago Blackhawks (von Toronto Maple Leafs)                         | University of Maine (NCAA)           |
| 95.  | Andrew Burnham        | Kanada             | RW       | New York Islanders                                                   | Windsor Spitfires (OHL)              |
| 96.  | Mikko Jokela          | Finnland           | D        | New Jersey Devils (von Chicago Blackhawks)                           | HIFK Helsinki (SM-liiga)             |
| 97.  | Chris Madden          | Vereinigte Staaten | G        | Carolina Hurricanes                                                  | Guelph Storm (OHL)                   |
| 98.  | Rob Davison           | Kanada             | D        | San Jose Sharks                                                      | North Bay Centennials (OHL)          |
| 99.  | Shawn Horcoff         | Kanada             | C        | Edmonton Oilers                                                      | Michigan State University (NCAA)     |
| 100. | Ryan Van Buskirk      | Kanada             | D        | Phoenix Coyotes                                                      | Sarnia Sting (OHL)                   |
| 101. | Pjotr Stschastliwy    | Russland           | LW       | Ottawa Senators                                                      | Torpedo Jaroslawl (Superliga)        |
| 102. | Shaun Sutter          | Kanada             | RW       | Calgary Flames (von Canadiens de Montréal)                           | Lethbridge Hurricanes (WHL)          |
| 103. | Kip Brennan           | Kanada             | LW       | Los Angeles Kings                                                    | Sudbury Wolves (OHL)                 |
| 104. | Miroslav Zálešák      | Slowakei           | RW       | San Jose Sharks (von Buffalo Sabres)                                 | MHC Nitra (slowak. Extraliga)        |
| 105. | Pierre Dagenais       | Kanada             | RW       | New Jersey Devils (von Boston Bruins via Los Angeles Kings)          | Huskies de Rouyn-Noranda (LHJMQ)     |
| 106. | Krystofer Barch       | Kanada             | LW       | Washington Capitals (von Washington Capitals via Colorado Avalanche) | London Knights (OHL)                 |
| 107. | Chris Corrinet        | Vereinigte Staaten | RW       | Washington Capitals (von Colorado Avalanche)                         | Princeton University (NCAA)          |
| 108. | Dany Sabourin         | Kanada             | G        | Calgary Flames Anm. 6                                                | Faucons de Sherbrooke (LHJMQ)        |
| 109. | Jean-Philippe Morin   | Kanada             | D        | Philadelphia Flyers                                                  | Voltigeurs de Drummondville (LHJMQ)  |
| 110. | Scott Myers           | Kanada             | G        | Pittsburgh Penguins                                                  | Prince George Cougars (WHL)          |
| 111. | Brent Hobday          | Kanada             | LW       | Detroit Red Wings (von St. Louis Blues)                              | Moose Jaw Warriors (WHL)             |
| 112. | Viktor Wallin         | Schweden           | D        | Mighty Ducks of Anaheim (von Detroit Red Wings)                      | HV71 U20 (J20 SuperElit)             |
| 113. | Kristian Antila       | Finnland           | G        | Edmonton Oilers (von New Jersey Devils)                              | Ilves Tampere U20 (Nuorten SM-liiga) |
| 114. | Boyd Kane             | Kanada             | LW       | New York Rangers (von Dallas Stars)                                  | Regina Pats (WHL)                    |

### Runde 5

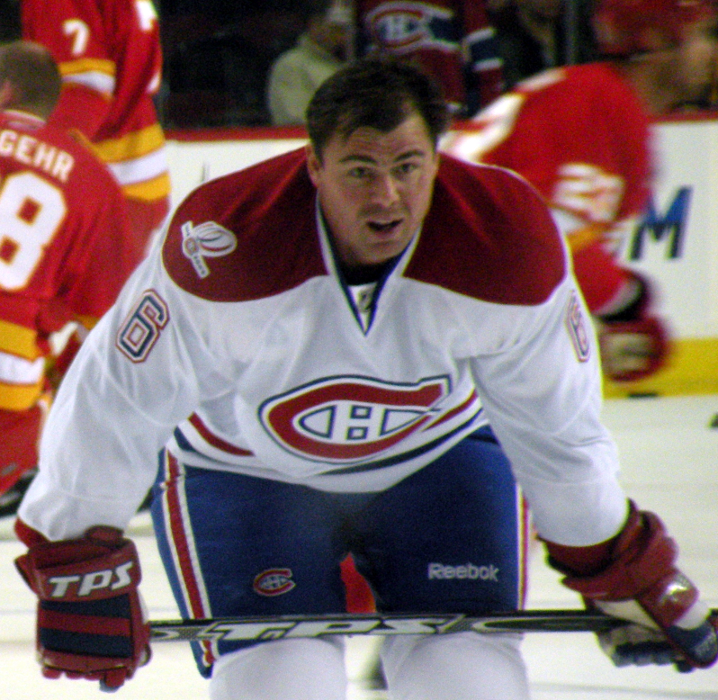
Jaroslav Špaček, gewählt an Position 117

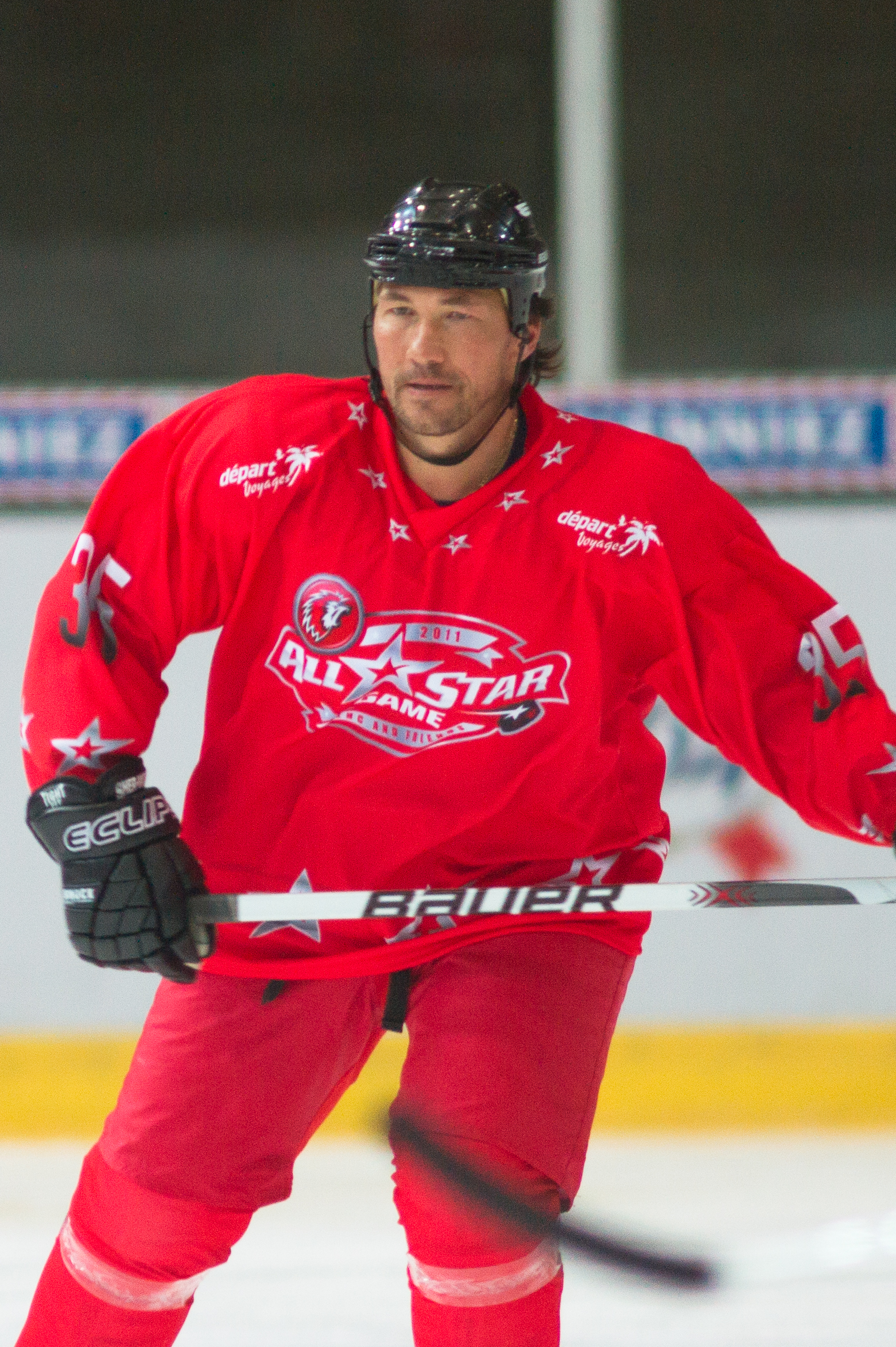
Andrei Baschkirow, gewählt an Position 132

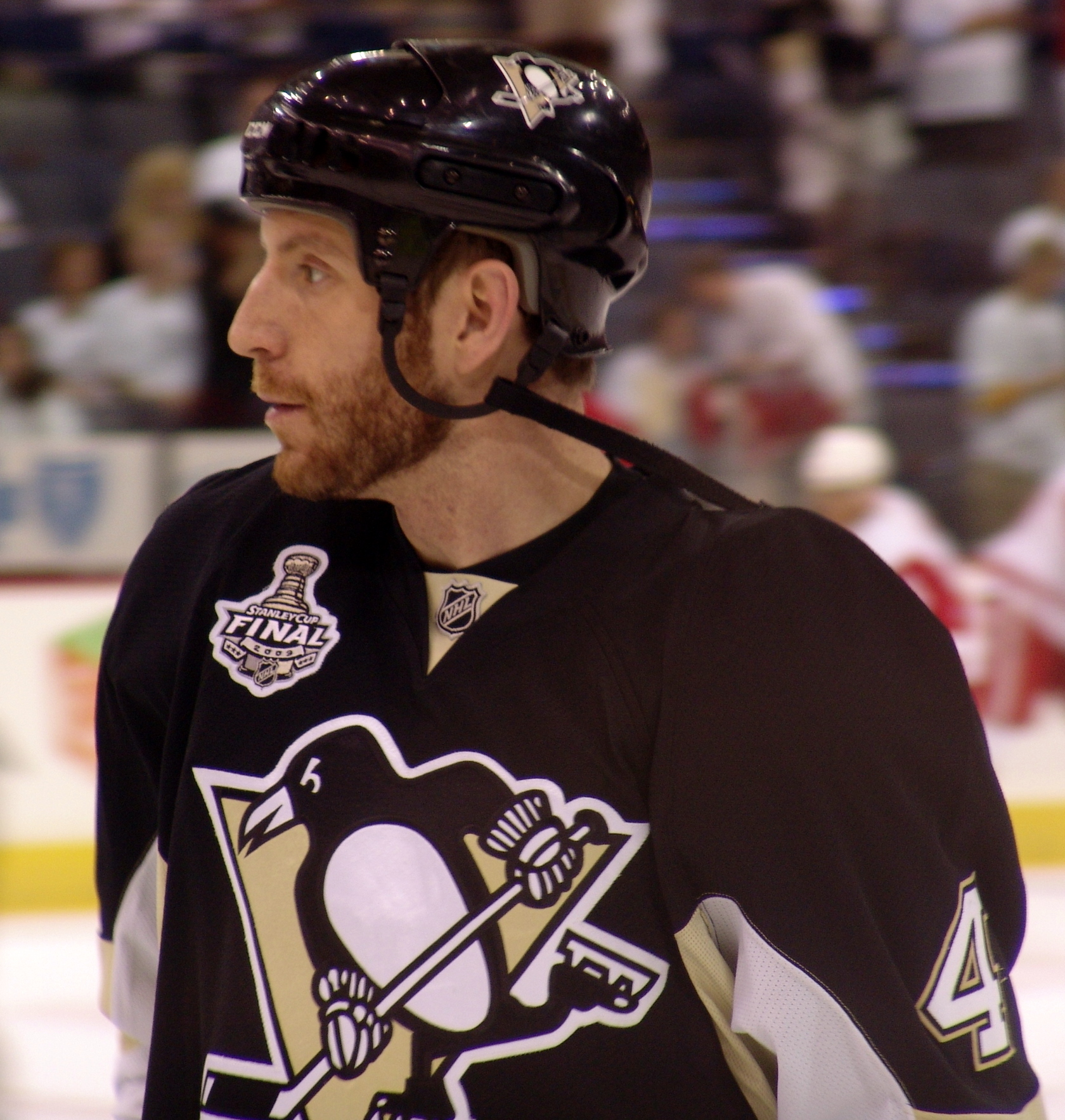
Rob Scuderi, gewählt an Position 134

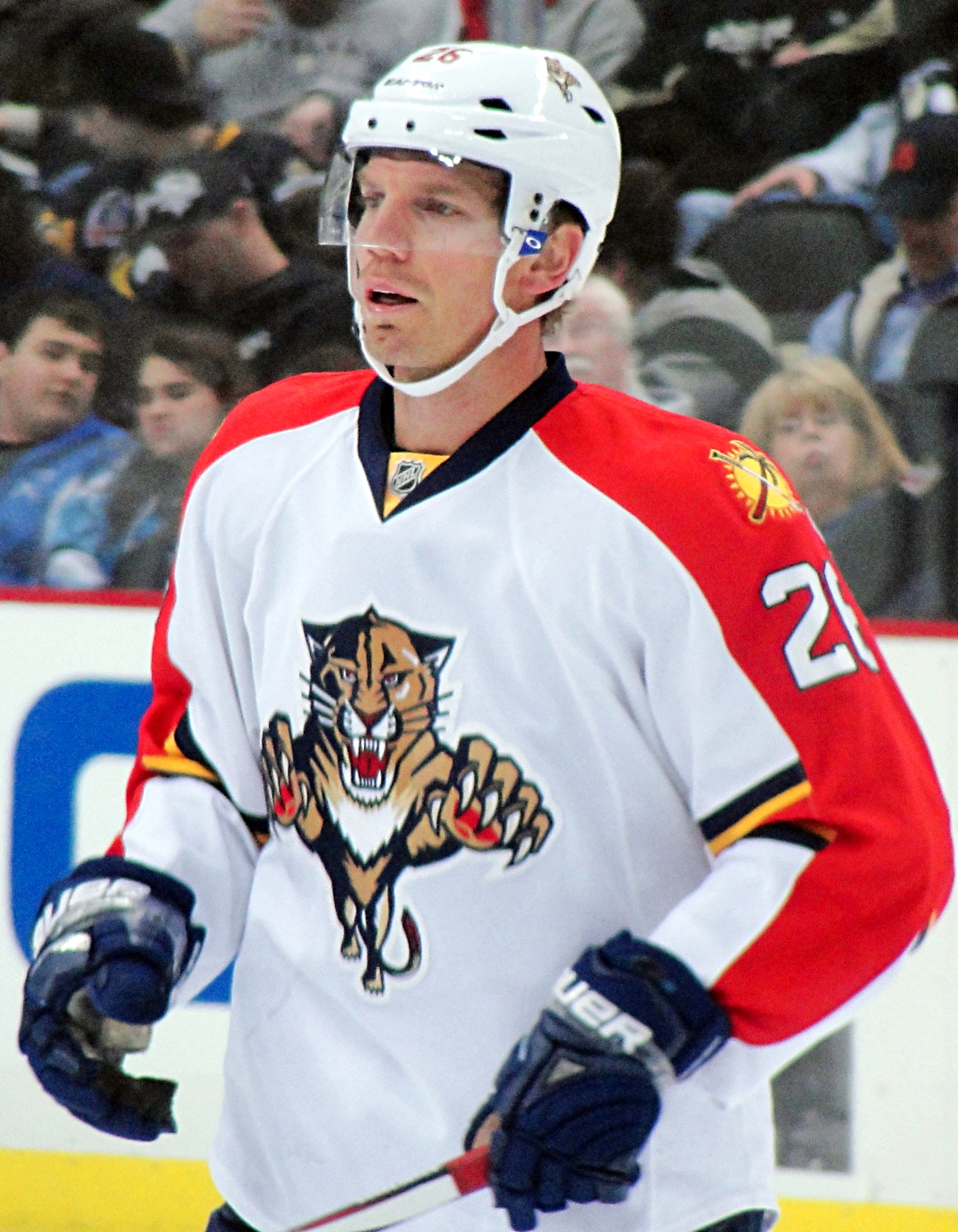
Mikael Samuelsson, gewählt an Position 145

| #    | Spieler           | Nationalität       | Position | NHL-Team                                                             | College-/Junioren-/Profi-Team           |
| ---- | ----------------- | ------------------ | -------- | -------------------------------------------------------------------- | --------------------------------------- |
| 115. | Jay Leach         | Vereinigte Staaten | D        | Phoenix Coyotes (von Tampa Bay Lightning)                            | Providence College (NCAA)               |
| 116. | Josh Blackburn    | Vereinigte Staaten | G        | Phoenix Coyotes (von Nashville Predators via San Jose Sharks)        | Lincoln Stars (USHL)                    |
| 117. | Jaroslav Špaček   | Tschechien         | D        | Florida Panthers (von Florida Panthers via San Jose Sharks)          | Färjestad BK (Elitserien)               |
| 118. | Mike Siklenka     | Kanada             | D        | Washington Capitals (von Colorado Avalanche Anm. 7)                  | Lloydminster Blazers (AJHL)             |
| 119. | Anton But         | Russland           | LW       | New Jersey Devils (von Vancouver Canucks)                            | Torpedo Jaroslawl II (Wysschaja Liga)   |
| 120. | Brent Gauvreau    | Kanada             | C        | Calgary Flames (von Mighty Ducks of Anaheim)                         | Oshawa Generals (OHL)                   |
| 121. | Curtis Rich       | Kanada             | D        | Tampa Bay Lightning (von Calgary Flames)                             | Calgary Hitmen (WHL)                    |
| 122. | Patrick Leahy     | Vereinigte Staaten | RW       | New York Rangers                                                     | Miami University (NCAA)                 |
| 123. | Jiří Dopita       | Tschechien         | C        | New York Islanders (von Toronto Maple Leafs)                         | HC Petra Vsetín (tschech. Extraliga)    |
| 124. | Francis Bélanger  | Kanada             | LW       | Philadelphia Flyers (von New York Islanders via Chicago Blackhawks)  | Océanic de Rimouski (LHJMQ)             |
| 125. | Erik Wendell      | Vereinigte Staaten | C        | Washington Capitals (von Chicago Blackhawks)                         | Maple Grove High (US High School)       |
| 126. | Morgan Warren     | Kanada             | RW       | Toronto Maple Leafs (von Carolina Hurricanes via Chicago Blackhawks) | Moncton Wildcats (LHJMQ)                |
| 127. | Brandon Coalter   | Kanada             | LW       | San Jose Sharks                                                      | Oshawa Generals (OHL)                   |
| 128. | Paul Elliott      | Kanada             | D        | Edmonton Oilers                                                      | Medicine Hat Tigers (WHL)               |
| 129. | Robert Schnabel   | Tschechien         | D        | Phoenix Coyotes                                                      | Red Deer Rebels (WHL)                   |
| 130. | Gavin McLeod      | Kanada             | D        | Ottawa Senators                                                      | Kelowna Rockets (WHL)                   |
| 131. | Tomáš Klouček     | Tschechien         | D        | New York Rangers Anm. 8                                              | Slavia Prag U20 (Tschechien U20)        |
| 132. | Andrei Baschkirow | Russland           | LW       | Canadiens de Montréal                                                | Fort Wayne Komets (IHL)                 |
| 133. | Joe Rullier       | Kanada             | D        | Los Angeles Kings                                                    | Océanic de Rimouski (LHJMQ)             |
| 134. | Rob Scuderi       | Vereinigte Staaten | D        | Pittsburgh Penguins (von Buffalo Sabres)                             | Boston College (NCAA)                   |
| 135. | Andrew Raycroft   | Kanada             | G        | Boston Bruins                                                        | Sudbury Wolves (OHL)                    |
| 136. | David Ytfeldt     | Schweden           | D        | Vancouver Canucks (von Washington Capitals)                          | Leksands IF (Elitserien)                |
| 137. | Aaron Goldade     | Kanada             | C        | Buffalo Sabres Anm. 9                                                | Brandon Wheat Kings (WHL)               |
| 138. | Martin Beauchesne | Kanada             | D        | Nashville Predators (von Colorado Avalanche)                         | Faucons de Sherbrooke (LHJMQ)           |
| 139. | Garrett Prosofsky | Kanada             | C        | Philadelphia Flyers (von Philadelphia Flyers via Vancouver Canucks)  | Saskatoon Blades (WHL)                  |
| 140. | Rick Bertran      | Kanada             | D        | Vancouver Canucks (von Pittsburgh Penguins)                          | Kitchener Rangers (OHL)                 |
| 141. | K. C. Timmons     | Kanada             | LW       | Colorado Avalanche (von St. Louis Blues)                             | Tri-City Americans (WHL)                |
| 142. | Calle Steén       | Schweden           | RW       | Detroit Red Wings                                                    | Hammarby IF (Division 1)                |
| 143. | Ryan Flinn        | Kanada             | LW       | New Jersey Devils Anm. 10                                            | Titan Collège Français de Laval (LHJMQ) |
| 144. | Oleg Smirnow      | Russland           | LW       | Edmonton Oilers (von New Jersey Devils)                              | Kristall Elektrostal (Superliga)        |
| 145. | Mikael Samuelsson | Schweden           | RW       | San Jose Sharks (von Dallas Stars)                                   | Södertälje SK (Elitserien)              |

### Runde 6

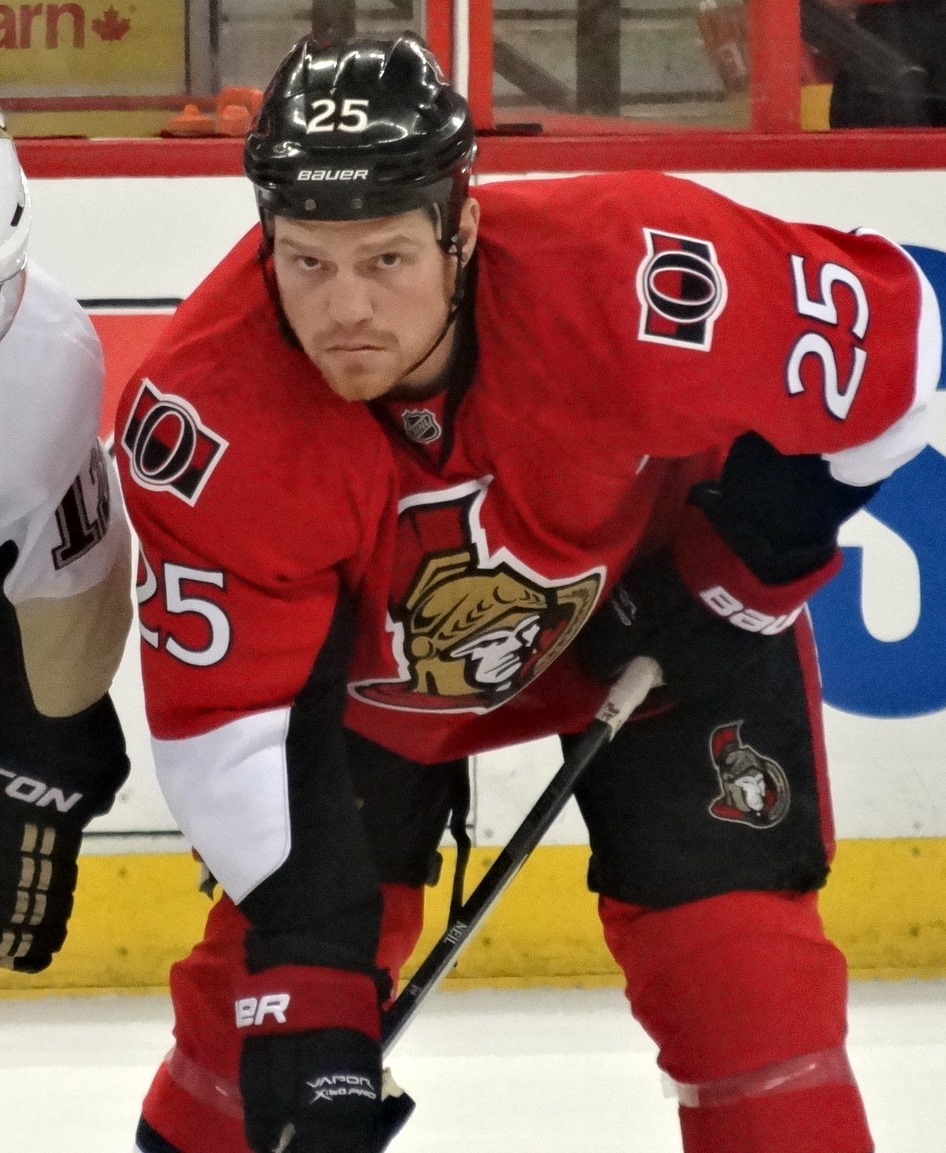
Chris Neil, gewählt an Position 161

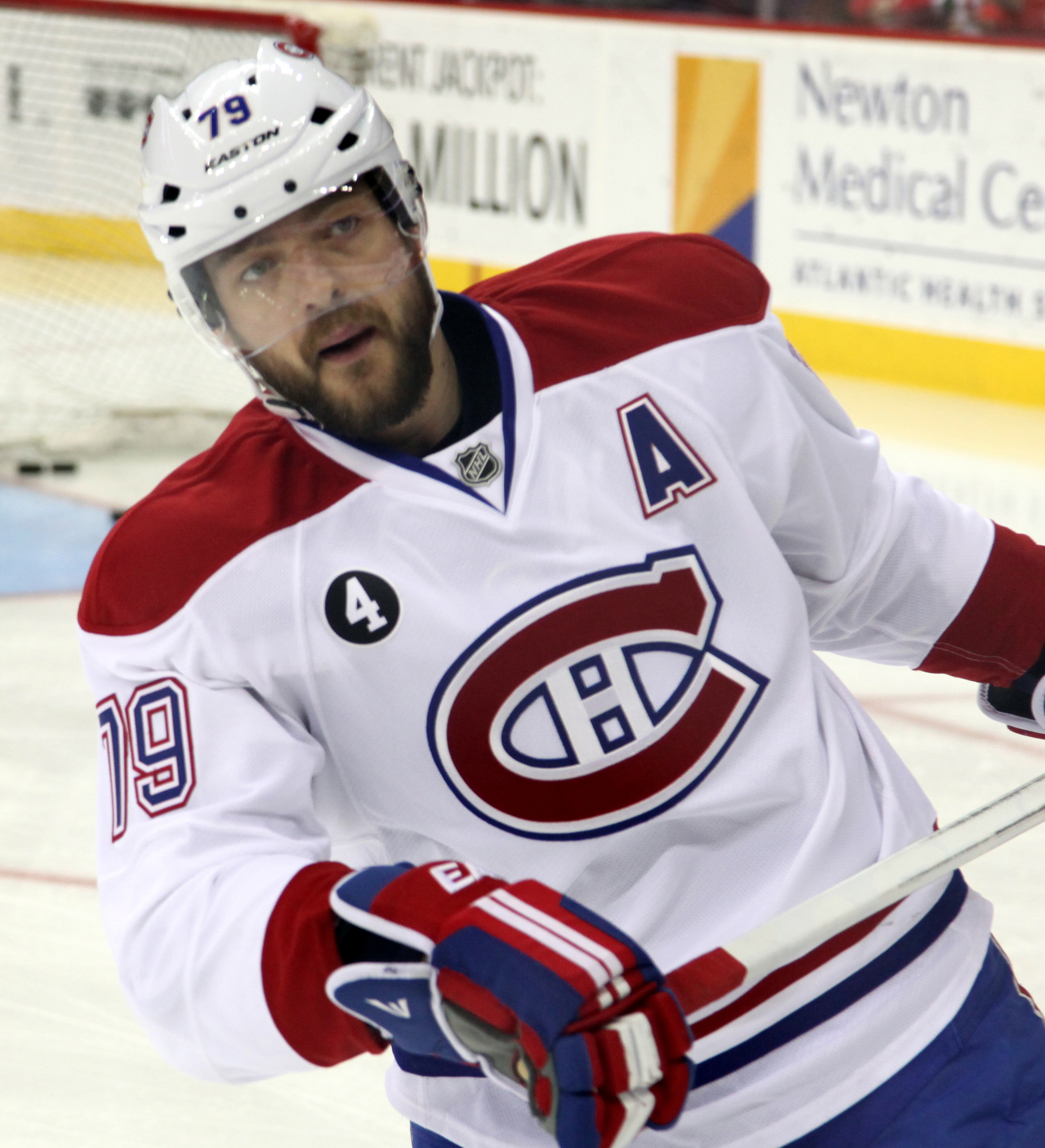
Andrei Markow, gewählt an Position 162

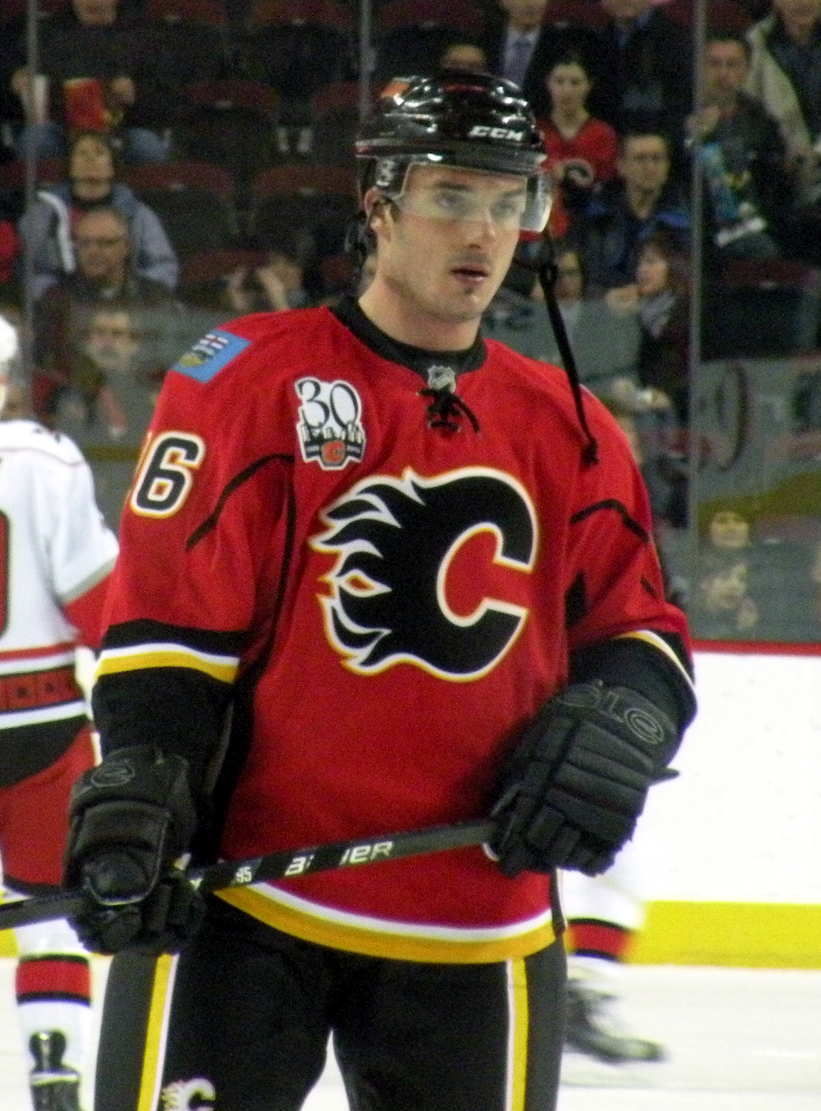
Aleš Kotalík, gewählt an Position 164

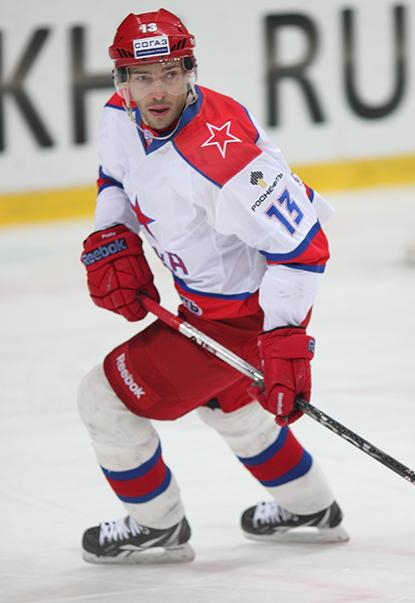
Pawel Dazjuk, gewählt an Position 171

| #    | Spieler                | Nationalität       | Position | NHL-Team                                                     | College-/Junioren-/Profi-Team             |
| ---- | ---------------------- | ------------------ | -------- | ------------------------------------------------------------ | ----------------------------------------- |
| 146. | Sergei Kusnezow        | Russland           | LW       | Tampa Bay Lightning                                          | Torpedo Jaroslawl II (Wysschaja Liga)     |
| 147. | Craig Brunel           | Kanada             | RW       | Nashville Predators                                          | Prince Albert Raiders (WHL)               |
| 148. | Chris Ovington         | Kanada             | D        | Florida Panthers                                             | Red Deer Rebels (WHL)                     |
| 149. | Paul Cabana            | Kanada             | RW       | Vancouver Canucks                                            | Fort McMurray Oil Barons (AJHL)           |
| 150. | Trent Hunter           | Kanada             | RW       | Mighty Ducks of Anaheim                                      | Prince George Cougars (WHL)               |
| 151. | Adam DeLeeuw           | Kanada             | LW       | Detroit Red Wings Anm. 11                                    | Barrie Colts (OHL)                        |
| 152. | Gordie Dwyer           | Kanada             | LW       | Canadiens de Montréal (von Calgary Flames)                   | Remparts de Québec (LHJMQ)                |
| 153. | Pavel Patera           | Tschechien         | C        | Dallas Stars (von New York Rangers)                          | AIK Solna (Elitserien)                    |
| 154. | Allan Rourke           | Kanada             | D        | Toronto Maple Leafs                                          | Kitchener Rangers (OHL)                   |
| 155. | Kevin Clauson          | Vereinigte Staaten | D        | New York Islanders                                           | Western Michigan University (NCAA)        |
| 156. | Kent Huskins           | Kanada             | D        | Chicago Blackhawks                                           | Clarkson University (NCAA)                |
| 157. | Brad Voth              | Kanada             | RW       | St. Louis Blues (von Carolina Hurricanes)                    | Medicine Hat Tigers (WHL)                 |
| 158. | Jari Viuhkola          | Finnland           | C        | Chicago Blackhawks (von San Jose Sharks)                     | Kärpät Oulu U20 (Nuorten SM-liiga)        |
| 159. | Trevor Ettinger        | Kanada             | D        | Edmonton Oilers                                              | Cape Breton Screaming Eagles (LHJMQ)      |
| 160. | Rickard Wallin         | Schweden           | C        | Phoenix Coyotes                                              | Färjestad BK U20 (J20 SuperElit)          |
| 161. | Chris Neil             | Kanada             | RW       | Ottawa Senators (von Ottawa Senators via Chicago Blackhawks) | North Bay Centennials (OHL)               |
| 162. | Andrei Markow          | Russland           | D        | Canadiens de Montréal                                        | Chimik Woskressensk (Superliga)           |
| 163. | Tomáš Žižka            | Tschechien         | D        | Los Angeles Kings                                            | HC ZPS Barum Zlín (tschech. Extraliga)    |
| 164. | Aleš Kotalík           | Tschechien         | RW       | Buffalo Sabres                                               | HC České Budějovice (tschech. Extraliga)  |
| 165. | Ryan Milanovic         | Kanada             | LW       | Boston Bruins                                                | Kitchener Rangers (OHL)                   |
| 166. | Jonathan Pelletier     | Kanada             | G        | Chicago Blackhawks (von Washington Capitals)                 | Voltigeurs de Drummondville (LHJMQ)       |
| 167. | Alexander Rjasanzew    | Russland           | D        | Colorado Avalanche                                           | Tigres de Victoriaville (LHJMQ)           |
| 168. | Antero Niittymäki      | Finnland           | G        | Philadelphia Flyers                                          | TPS Turku U20 (Nuorten SM-liiga)          |
| 169. | Jan Fadrný             | Tschechien         | C        | Pittsburgh Penguins                                          | Slavia Prag (tschech. Extraliga)          |
| 170. | Andrei Troschtschinski | Kasachstan         | C        | St. Louis Blues                                              | Torpedo Ust-Kamenogorsk (Wysschaja Liga)  |
| 171. | Pawel Dazjuk           | Russland           | C        | Detroit Red Wings                                            | Dinamo-Energija Jekaterinburg (Superliga) |
| 172. | Jacques Larivière      | Kanada             | LW       | New Jersey Devils                                            | Moncton Wildcats (LHJMQ)                  |
| 173. | Niko Kapanen           | Finnland           | C        | Dallas Stars                                                 | HPK Hämeenlinnan (SM-liiga)               |

### Runde 7

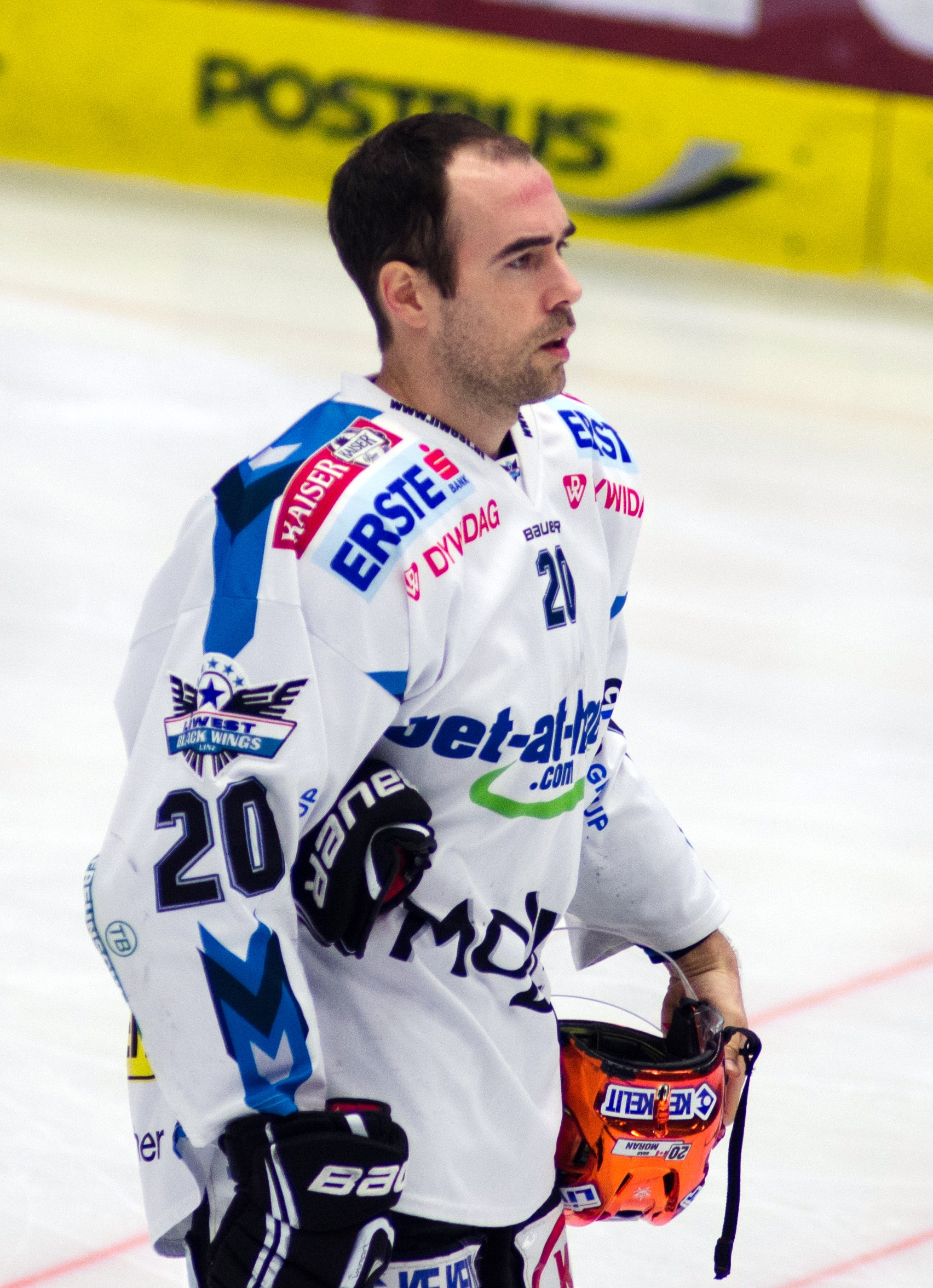
Brad Moran, gewählt an Position 191

| #    | Spieler            | Nationalität       | Position | NHL-Team                                      | College-/Junioren-/Profi-Team         |
| ---- | ------------------ | ------------------ | -------- | --------------------------------------------- | ------------------------------------- |
| 174. | Brett Allan        | Kanada             | LW       | Tampa Bay Lightning                           | Swift Current Broncos (WHL)           |
| 175. | Cam Ondrik         | Kanada             | G        | Philadelphia Flyers (von Nashville Predators) | Medicine Hat Tigers (WHL)             |
| 176. | B. J. Ketcheson    | Kanada             | D        | Florida Panthers                              | Peterborough Petes (OHL)              |
| 177. | Vincent Malts      | Vereinigte Staaten | RW       | Vancouver Canucks                             | Olympiques de Hull (LHJMQ)            |
| 178. | Jesse Fibiger      | Kanada             | D        | Mighty Ducks of Anaheim                       | University of Minnesota Duluth (NCAA) |
| 179. | Nate Forster       | Kanada             | D        | Washington Capitals (von Calgary Flames)      | Seattle Thunderbirds (WHL)            |
| 180. | Stefan Lundqvist   | Schweden           | RW       | New York Rangers                              | Brynäs IF (Elitserien)                |
| 181. | Jonathan Gagnon    | Kanada             | C        | Toronto Maple Leafs                           | Cape Breton Screaming Eagles (LHJMQ)  |
| 182. | Jewgeni Koroljow   | Russland           | D        | New York Islanders                            | London Knights (OHL)                  |
| 183. | Tyler Arnason      | Vereinigte Staaten | C        | Chicago Blackhawks                            | Fargo-Moorhead Ice Sharks (USHL)      |
| 184. | Don Smith          | Vereinigte Staaten | C        | Carolina Hurricanes                           | Clarkson University (NCAA)            |
| 185. | Robert Mulick      | Kanada             | D        | San Jose Sharks                               | Sault Ste. Marie Greyhounds (OHL)     |
| 186. | Mike Morrison      | Vereinigte Staaten | G        | Edmonton Oilers                               | Exeter High (US High School)          |
| 187. | Erik Westrum       | Vereinigte Staaten | C        | Phoenix Coyotes                               | University of Minnesota (NCAA)        |
| 188. | Michel Périard     | Kanada             | D        | Ottawa Senators                               | Cataractes de Shawinigan (LHJMQ)      |
| 189. | Andrei Krutschinin | Russland           | D        | Canadiens de Montréal                         | Lada Toljatti (Superliga)             |
| 190. | Tommi Hannus       | Finnland           | C        | Los Angeles Kings                             | TPS Turku U20 (Nuorten SM-liiga)      |
| 191. | Brad Moran         | Kanada             | C        | Buffalo Sabres                                | Calgary Hitmen (WHL)                  |
| 192. | Radek Duda         | Tschechien         | RW       | Calgary Flames (von Boston Bruins)            | Sparta Prag (tschech. Extraliga)      |
| 193. | Rastislav Staňa    | Slowakei           | G        | Washington Capitals                           | TJ VSŽ Košice U20 (Slowakei U20)      |
| 194. | Oak Hewer          | Kanada             | RW       | Tampa Bay Lightning (von Colorado Avalanche)  | Sault Ste. Marie Greyhounds (OHL)     |
| 195. | Tomáš Divíšek      | Tschechien         | C        | Philadelphia Flyers                           | Slavia Prag (tschech. Extraliga)      |
| 196. | Joel Scherban      | Kanada             | C        | Pittsburgh Penguins                           | London Knights (OHL)                  |
| 197. | Brad Twordik       | Kanada             | LW       | St. Louis Blues                               | Brandon Wheat Kings (WHL)             |
| 198. | Jeremy Goetzinger  | Kanada             | D        | Detroit Red Wings                             | Prince Albert Raiders (WHL)           |
| 199. | Erik Jensen        | Vereinigte Staaten | RW       | New Jersey Devils                             | Des Moines Buccaneers (USHL)          |
| 200. | Scott Perry        | Vereinigte Staaten | C        | Dallas Stars                                  | Boston University (NCAA)              |

### Runde 8

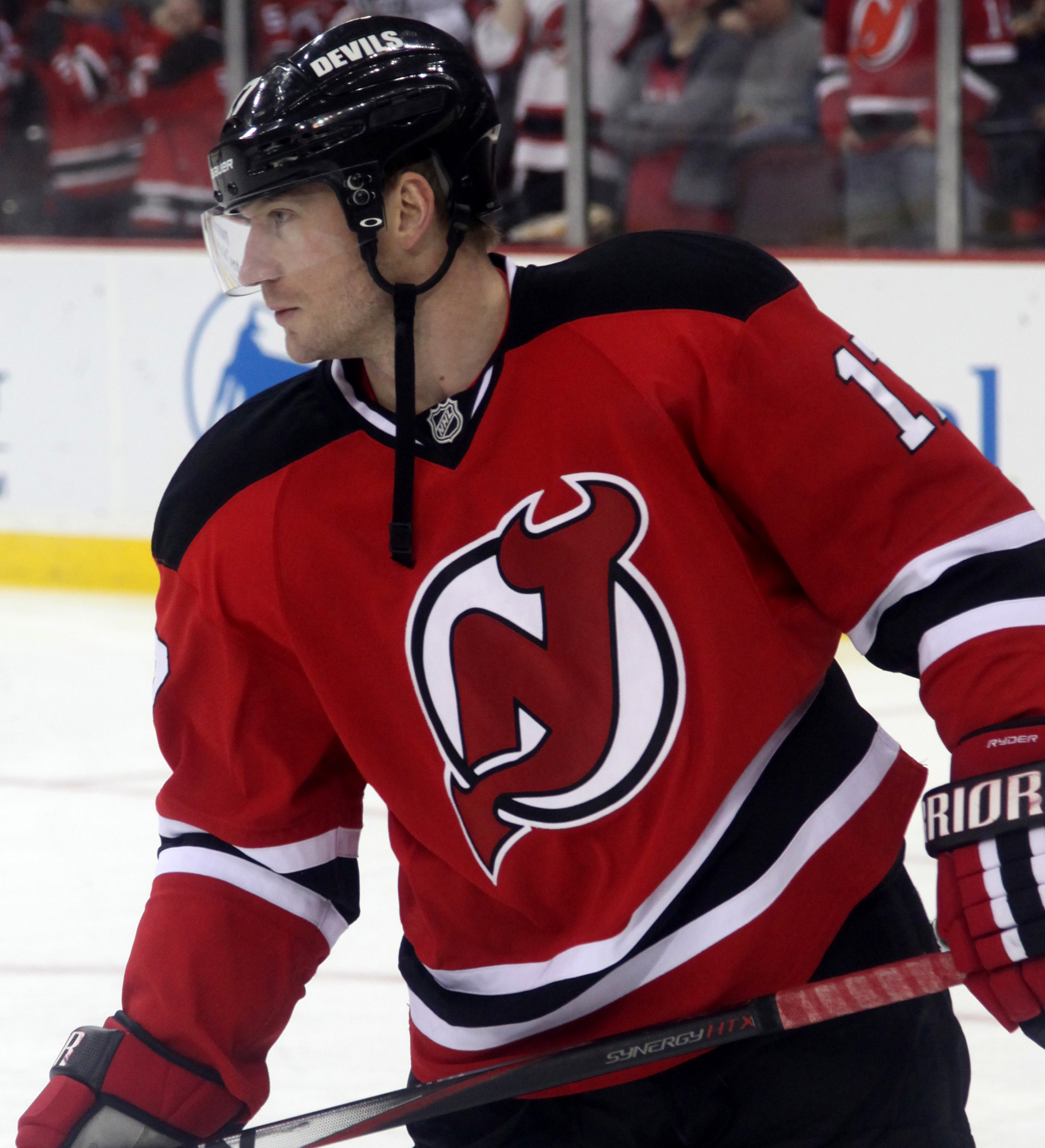
Michael Ryder, gewählt an Position 216

| #    | Spieler               | Nationalität       | Position | NHL-Team                                        | College-/Junioren-/Profi-Team                |
| ---- | --------------------- | ------------------ | -------- | ----------------------------------------------- | -------------------------------------------- |
| 201. | Craig Murray          | Kanada             | C        | Canadiens de Montréal (von Tampa Bay Lightning) | Penticton Panthers (BCHL)                    |
| 202. | Martin Bartek         | Slowakei           | C        | Nashville Predators                             | Faucons de Sherbrooke (LHJMQ)                |
| 203. | Ian Jacobs            | Kanada             | RW       | Florida Panthers                                | Ottawa 67’s (OHL)                            |
| 204. | Greg Mischler         | Vereinigte Staaten | C        | Vancouver Canucks                               | Northeastern University (NCAA)               |
| 205. | David Bernier         | Kanada             | C        | Mighty Ducks of Anaheim                         | Remparts de Québec (LHJMQ)                   |
| 206. | Jonas Frögren         | Schweden           | D        | Calgary Flames                                  | Färjestad BK U20 (J20 SuperElit)             |
| 207. | Johan Witehall        | Schweden           | LW       | New York Rangers                                | Leksands IF (Elitserien)                     |
| 208. | Jaroslav Svoboda      | Tschechien         | LW       | Carolina Hurricanes (von Toronto Maple Leafs)   | HC Olomouc (tschech. 1. Liga)                |
| 209. | Frédérick Brind’Amour | Kanada             | G        | New York Islanders                              | Faucons de Sherbrooke (LHJMQ)                |
| 210. | Sean Griffin          | Kanada             | D        | Chicago Blackhawks                              | Kingston Frontenacs (OHL)                    |
| 211. | Mark Kosick           | Kanada             | C        | Carolina Hurricanes                             | University of Michigan (NCAA)                |
| 212. | Jim Fahey             | Vereinigte Staaten | D        | San Jose Sharks                                 | Catholic Memorial High (US High School)      |
| 213. | Christian Lefebvre    | Kanada             | D        | Edmonton Oilers                                 | Drakkar de Baie-Comeau (LHJMQ)               |
| 214. | Justin Hansen         | Kanada             | RW       | Phoenix Coyotes                                 | Moose Jaw Warriors (WHL)                     |
| 215. | Dwight Wolfe          | Kanada             | D        | Toronto Maple Leafs (von Ottawa Senators)       | Halifax Mooseheads (LHJMQ)                   |
| 216. | Michael Ryder         | Kanada             | RW       | Canadiens de Montréal                           | Olympiques de Hull (LHJMQ)                   |
| 217. | Jim Henkel            | Vereinigte Staaten | C        | Los Angeles Kings                               | New England Jr. Coyotes (EJHL)               |
| 218. | David Moravec         | Tschechien         | RW       | Buffalo Sabres                                  | HC Vítkovice (tschech. Extraliga)            |
| 219. | Curtis Valentine      | Vereinigte Staaten | LW       | Vancouver Canucks (von Boston Bruins)           | Bowling Green State University (NCAA)        |
| 220. | Mike Farrell          | Vereinigte Staaten | D        | Washington Capitals                             | Providence College (NCAA)                    |
| 221. | Daniel Hulak          | Kanada             | D        | Tampa Bay Lightning (von Colorado Avalanche)    | Swift Current Broncos (WHL)                  |
| 222. | Ľubomír Pištek        | Slowakei           | RW       | Philadelphia Flyers                             | Slovan Bratislava U18 (Slowakei U18)         |
| 223. | Sergei Werenikin      | Russland           | RW       | Ottawa Senators (von San Jose Sharks Anm. 12)   | Torpedo Jaroslawl (Superliga)                |
| 224. | Mika Lehto            | Finnland           | G        | Pittsburgh Penguins                             | Ässät Pori (SM-liiga)                        |
| 225. | Jewhen Pastuch        | Ukraine            | LW       | St. Louis Blues                                 | Torpedo Jaroslawl (Superliga)                |
| 226. | David Petrasek        | Schweden           | D        | Detroit Red Wings                               | HV71 (Elitserien)                            |
| 227. | Marko Ahosilta        | Finnland           | C        | New Jersey Devils                               | KalPa Kuopio (SM-liiga)                      |
| 228. | Michal Trávníček      | Tschechien         | RW       | Toronto Maple Leafs (von Dallas Stars)          | HC Chemopetrol Litvínov U20 (Tschechien U20) |

### Runde 9

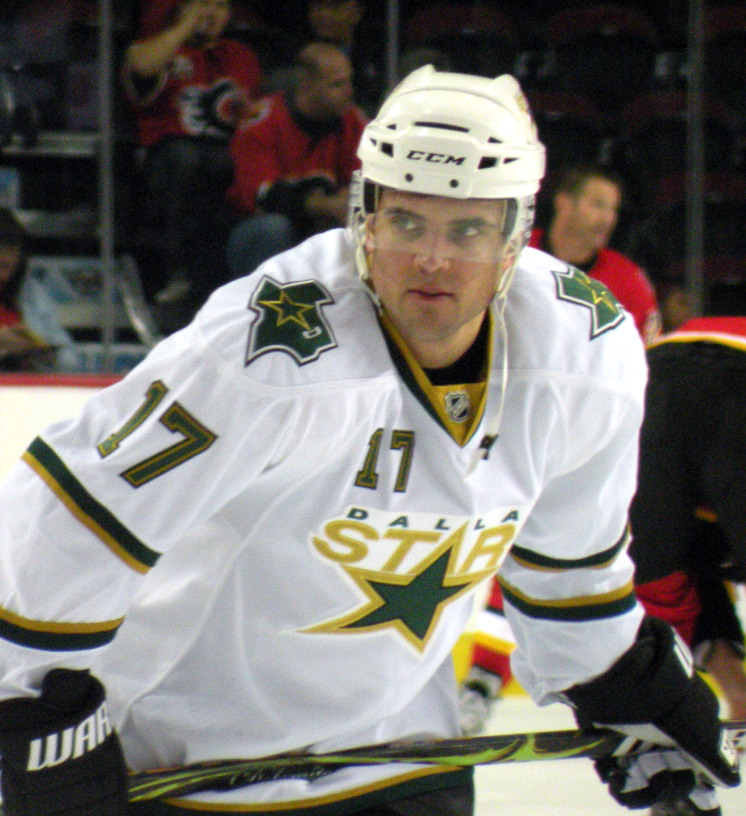
Toby Petersen, gewählt an Position 244

| #    | Spieler               | Nationalität       | Position | NHL-Team                                     | College-/Junioren-/Profi-Team               |
| ---- | --------------------- | ------------------ | -------- | -------------------------------------------- | ------------------------------------------- |
| 229. | Chris Lyness          | Kanada             | D        | Tampa Bay Lightning                          | Huskies de Rouyn-Noranda (LHJMQ)            |
| 230. | Kārlis Skrastiņš      | Lettland           | D        | Nashville Predators                          | TPS Turku (SM-liiga)                        |
| 231. | Adrian Wichser        | Schweiz            | C        | Florida Panthers                             | EHC Kloten (NLA)                            |
| 232. | Jason Metcalfe        | Kanada             | D        | Vancouver Canucks                            | London Knights (OHL)                        |
| 233. | Pelle Prestberg       | Schweden           | RW       | Mighty Ducks of Anaheim                      | Färjestad BK (Elitserien)                   |
| 234. | Kevin Mitchell        | Vereinigte Staaten | D        | Calgary Flames                               | Guelph Storm (OHL)                          |
| 235. | Jan Mertzig           | Schweden           | D        | New York Rangers                             | Luleå HF (Elitserien)                       |
| 236. | Sergei Rostow         | Russland           | D        | Toronto Maple Leafs                          | Dynamo Moskau II (Wysschaja Liga)           |
| 237. | Ben Blais             | Vereinigte Staaten | D        | New York Islanders                           | Walpole Stars (EJHL)                        |
| 238. | Alexandre Couture     | Kanada             | LW       | Chicago Blackhawks                           | Faucons de Sherbrooke (LHJMQ)               |
| 239. | Brent McDonald        | Kanada             | C        | Carolina Hurricanes                          | Red Deer Rebels (WHL)                       |
| 240. | Andrei Jerschow       | Russland           | D        | Chicago Blackhawks (von San Jose Sharks)     | Chimik Woskressensk (Superliga)             |
| 241. | Maxim Spiridonow      | Russland           | RW       | Edmonton Oilers                              | London Knights (OHL)                        |
| 242. | Jason Doyle           | Kanada             | RW       | New York Islanders (von Phoenix Coyotes)     | Owen Sound Platers (OHL)                    |
| 243. | Petr Hubáček          | Tschechien         | LW       | Philadelphia Flyers Anm. 13                  | HC Kometa Brno (tschech. 1. Liga)           |
| 244. | Toby Petersen         | Vereinigte Staaten | C        | Pittsburgh Penguins Anm. 14                  | Colorado College (NCAA)                     |
| 245. | Andreas Andersson     | Schweden           | G        | Mighty Ducks of Anaheim Anm. 15              | HV71 (Elitserien)                           |
| 246. | Rastislav Pavlikovský | Slowakei           | LW       | Ottawa Senators                              | Utah Grizzlies (IHL)                        |
| 247. | Darcy Harris          | Kanada             | RW       | Canadiens de Montréal                        | Kitchener Rangers (OHL)                     |
| 248. | Matthew Yeats         | Kanada             | G        | Los Angeles Kings                            | Olds Grizzlys (AJHL)                        |
| 249. | Edo Terglav           | Slowenien          | RW       | Buffalo Sabres                               | Drakkar de Baie-Comeau (LHJMQ)              |
| 250. | Radek Matějovský      | Tschechien         | RW       | New York Islanders (von Boston Bruins)       | Slavia Prag (tschech. Extraliga)            |
| 251. | Blake Evans           | Kanada             | C        | Washington Capitals                          | Tri-City Americans (WHL)                    |
| 252. | Martin Cibák          | Slowakei           | C        | Tampa Bay Lightning (von Colorado Avalanche) | HK 32 Liptovský Mikuláš (slowak. Extraliga) |
| 253. | Bruno St. Jacques     | Kanada             | D        | Philadelphia Flyers                          | Drakkar de Baie-Comeau (LHJMQ)              |
| 254. | Matt Hussey           | Vereinigte Staaten | C        | Pittsburgh Penguins                          | Avon Old Farms High (US High School)        |
| 255. | John Pohl             | Vereinigte Staaten | C        | St. Louis Blues                              | Red Wing High (US High School)              |
| 256. | Petja Pietiläinen     | Finnland           | LW       | Detroit Red Wings                            | Saskatoon Blades (WHL)                      |
| 257. | Ryan Held             | Kanada             | C        | New Jersey Devils                            | Kitchener Rangers (OHL)                     |
| 258. | Sergei Skrobot        | Russland           | D        | Philadelphia Flyers (von Dallas Stars)       | Dynamo Moskau II (Wysschaja Liga)           |

## Statistik
| Rang | Nationalität       | Anzahl |
| ---- | ------------------ | ------ |
|      | Nordamerika        | 169    |
| 1.   | Kanada             | 129    |
| 2.   | Vereinigte Staaten | 40     |
|      | Europa             | 89     |
| 3.   | Russland           | 21     |
| 3.   | Tschechien         | 21     |
| 5.   | Schweden           | 17     |
| 6.   | Finnland           | 12     |
| 7.   | Slowakei           | 6      |
| 8.   | Ukraine            | 5      |
| 9.   | Kasachstan         | 2      |
| 9.   | Schweiz            | 2      |
| 11.  | Lettland           | 1      |
| 11.  | Österreich         | 1      |
| 11.  | Slowenien          | 1      |

| Rang | Position             | Anzahl |
| ---- | -------------------- | ------ |
| 1.   | Verteidiger          | 81     |
| 2.   | Center               | 59     |
| 3.   | linke Flügelstürmer  | 48     |
| 4.   | rechte Flügelstürmer | 47     |
| 5.   | Torhüter             | 23     |

| Rang | Liga                                            | Anzahl |
| ---- | ----------------------------------------------- | ------ |
| 1.   | Ontario Hockey League (OHL)                     | 50     |
| 2.   | Western Hockey League (WHL)                     | 44     |
| 3.   | Ligue de hockey junior majeur du Québec (LHJMQ) | 41     |
| 4.   | National Collegiate Athletic Association (NCAA) | 27     |
| 5.   | Elitserien                                      | 14     |
| 6.   | Superliga                                       | 13     |
| 7.   | Tschechische Extraliga                          | 10     |
| 8.   | Wysschaja Liga                                  | 8      |
| 9.   | SM-liiga                                        | 7      |
| 9.   | US High School                                  | 7      |
| 11.  | Nuorten SM-liiga                                | 5      |
| 12.  | J20 SuperElit                                   | 4      |
| 12.  | United States Hockey League (USHL)              | 4      |
| 14.  | Alberta Junior Hockey League (AJHL)             | 3      |
| 14.  | Tschechien U20                                  | 3      |
| 14.  | Tschechische 1. Liga                            | 3      |
| 17.  | Eastern Junior Hockey League (EJHL)             | 2      |
| 17.  | International Hockey League (IHL)               | 2      |
| 17.  | Nationalliga A (NLA)                            | 2      |
| 17.  | Slowakische Extraliga                           | 2      |
| 21.  | British Columbia Hockey League (BCHL)           | 1      |
| 21.  | Division 1                                      | 1      |
| 21.  | Mid-Western Junior Hockey League (MWJHL)        | 1      |
| 21.  | Perwaja Liga                                    | 1      |
| 21.  | Slowakei U20                                    | 1      |
| 21.  | Slowakei U18                                    | 1      |
| 21.  | Western Ontario Junior Hockey League (WOJHL)    | 1      |

## Rückblick

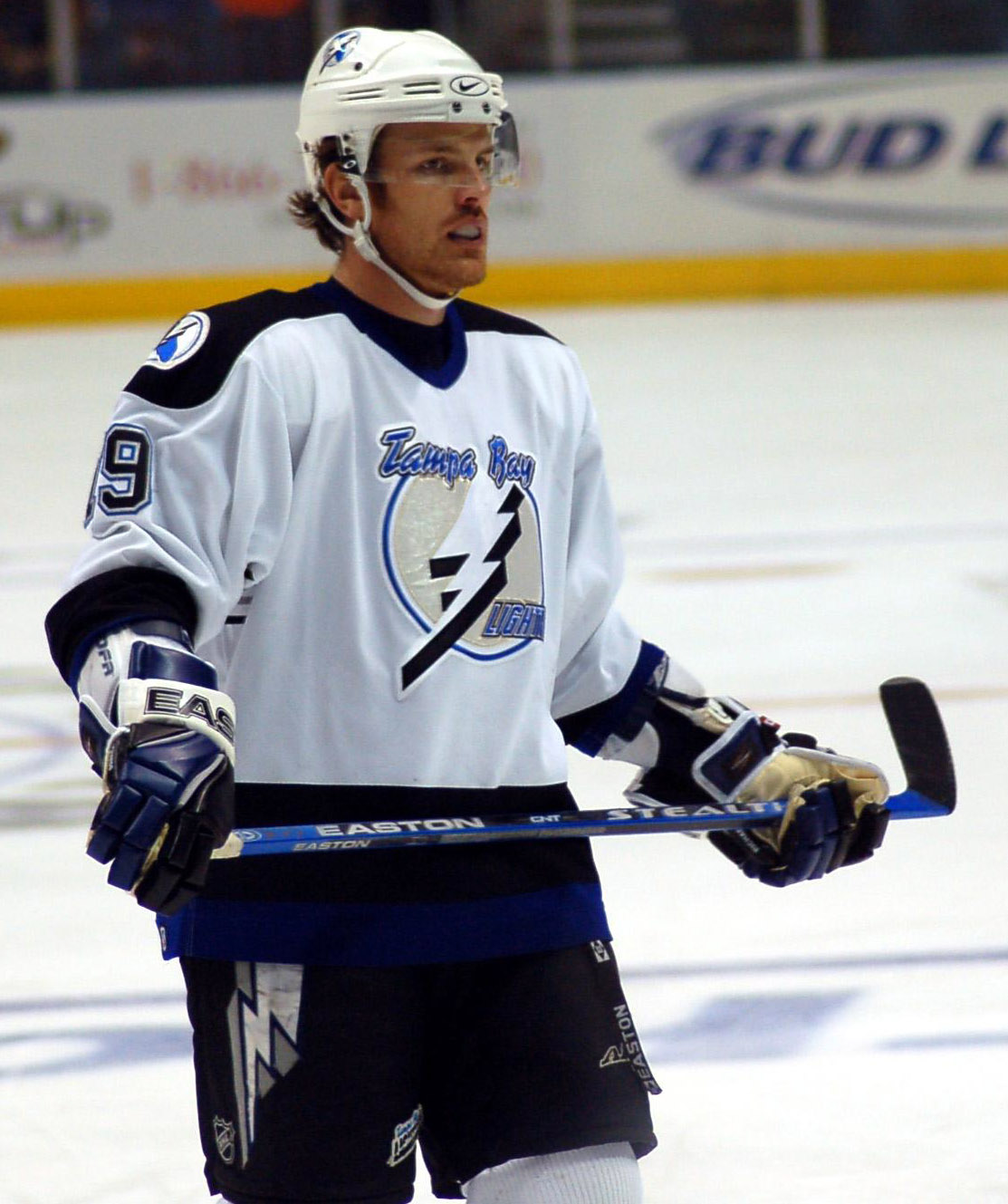
Brad Richards, bester Vorbereiter dieses Jahrgangs

Alle Spieler dieses Draft-Jahrgangs haben ihre NHL-Karrieren beendet. Die Tabellen zeigen die jeweils fünf besten Akteure in den Kategorien Spiele, Tore, Vorlagen und Scorerpunkte sowie die fünf Torhüter mit den meisten Siegen in der NHL. Darüber hinaus haben 132 der 258 gewählten Spieler (ca. 51 %) mindestens eine NHL-Partie bestritten.
Abkürzungen: Sp = Spiele, T = Tore, V = Assists, Pkt = Scorerpunkte, S = Siege; Fett: Bestwert
| Pick | Spieler            | Position | Sp   | T   | V   | Pkt |
| ---- | ------------------ | -------- | ---- | --- | --- | --- |
| 1.   | Vincent Lecavalier | C        | 1212 | 421 | 528 | 949 |
| 64.  | Brad Richards      | C        | 1126 | 298 | 634 | 932 |
| 171. | Pawel Dazjuk       | C        | 953  | 314 | 604 | 918 |
| 12.  | Alex Tanguay       | LW       | 1088 | 283 | 580 | 863 |
| 45.  | Mike Ribeiro       | C        | 1074 | 228 | 565 | 793 |
| 27.  | Scott Gomez        | C        | 1079 | 181 | 575 | 756 |
| 2.   | David Legwand      | C        | 1136 | 228 | 390 | 618 |
| 22.  | Simon Gagné        | LW       | 822  | 291 | 310 | 601 |
| 82.  | Brian Gionta       | RW       | 1026 | 291 | 304 | 595 |
| 44.  | Mike Fisher        | C        | 1104 | 278 | 311 | 589 |
| 19.  | Robyn Regehr       | D        | 1089 | 36  | 163 | 199 |

| Pick | Spieler           | Sp  | S   |
| ---- | ----------------- | --- | --- |
| 135. | Andrew Raycroft   | 280 | 113 |
| 168. | Antero Niittymäki | 234 | 95  |
| 66.  | Jason LaBarbera   | 187 | 62  |
| 108. | Dany Sabourin     | 57  | 18  |
| 186. | Mike Morrison     | 29  | 11  |